# Smart Fortwo
Smart Fortwo – samochód osobowy klasy miejskiej produkowany pod niemiecką marką Smart w latach 1998–2024.

## Pierwsza generacja

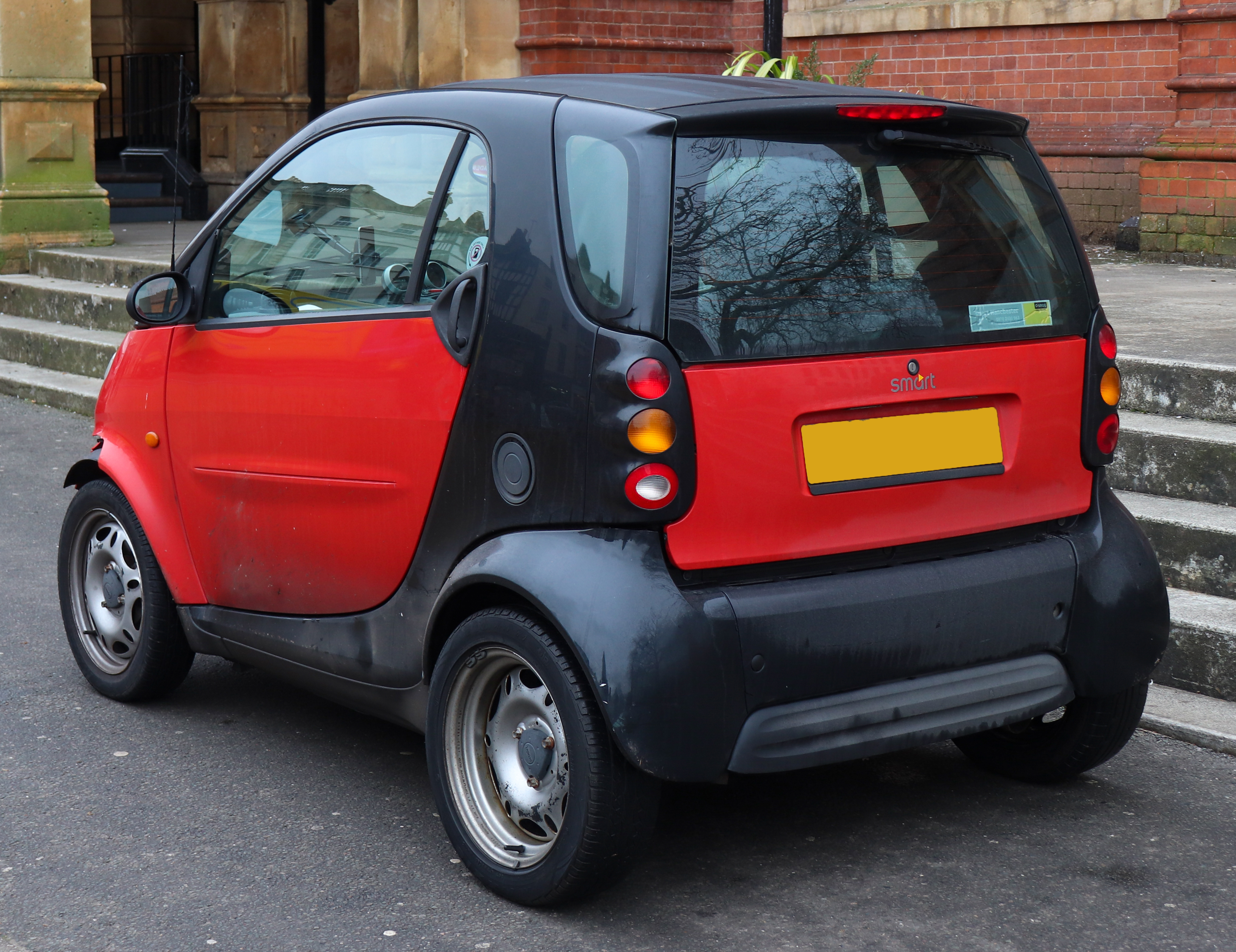
Smart City-Coupé - tył

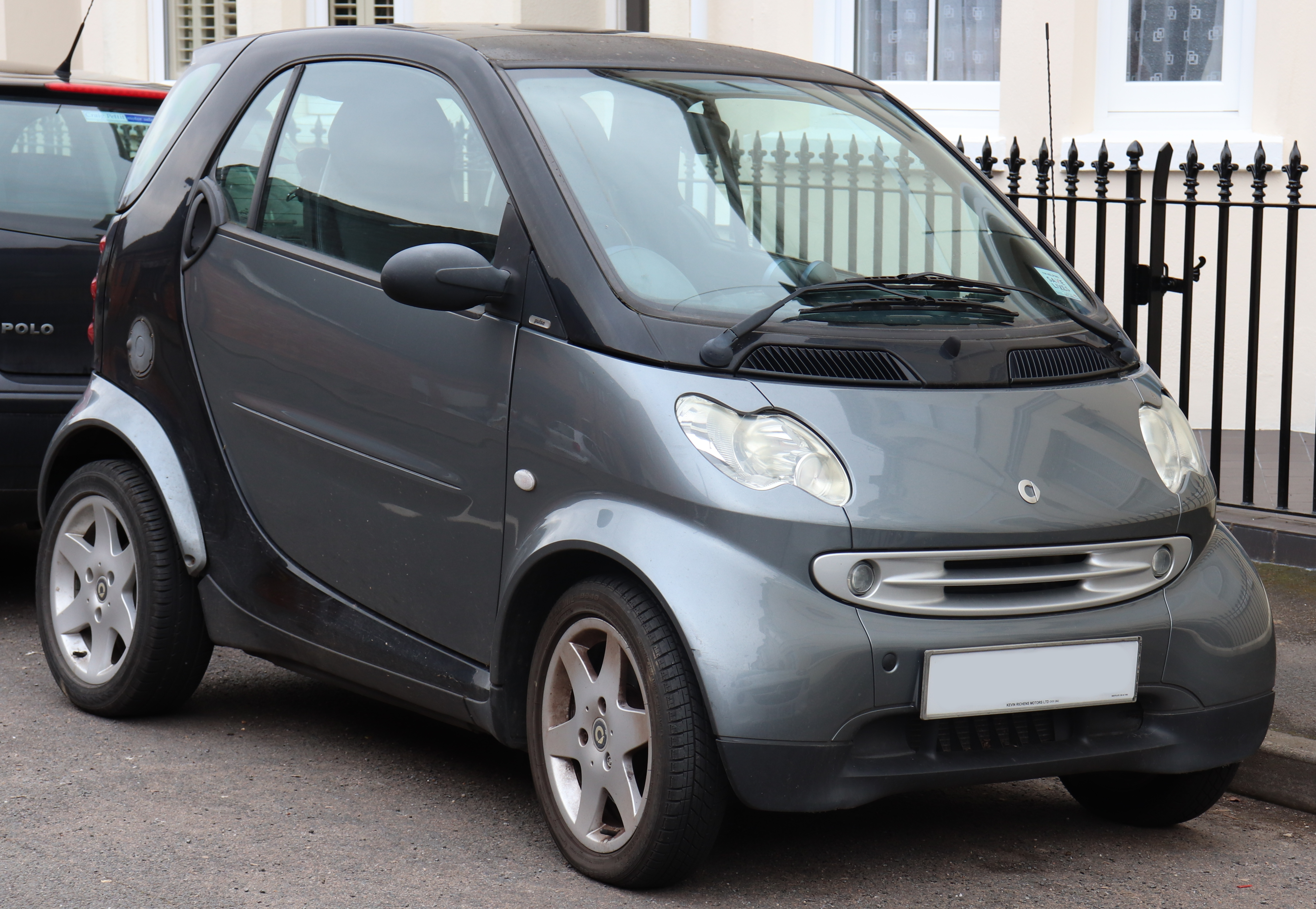
Smart Fortwo I po liftingu

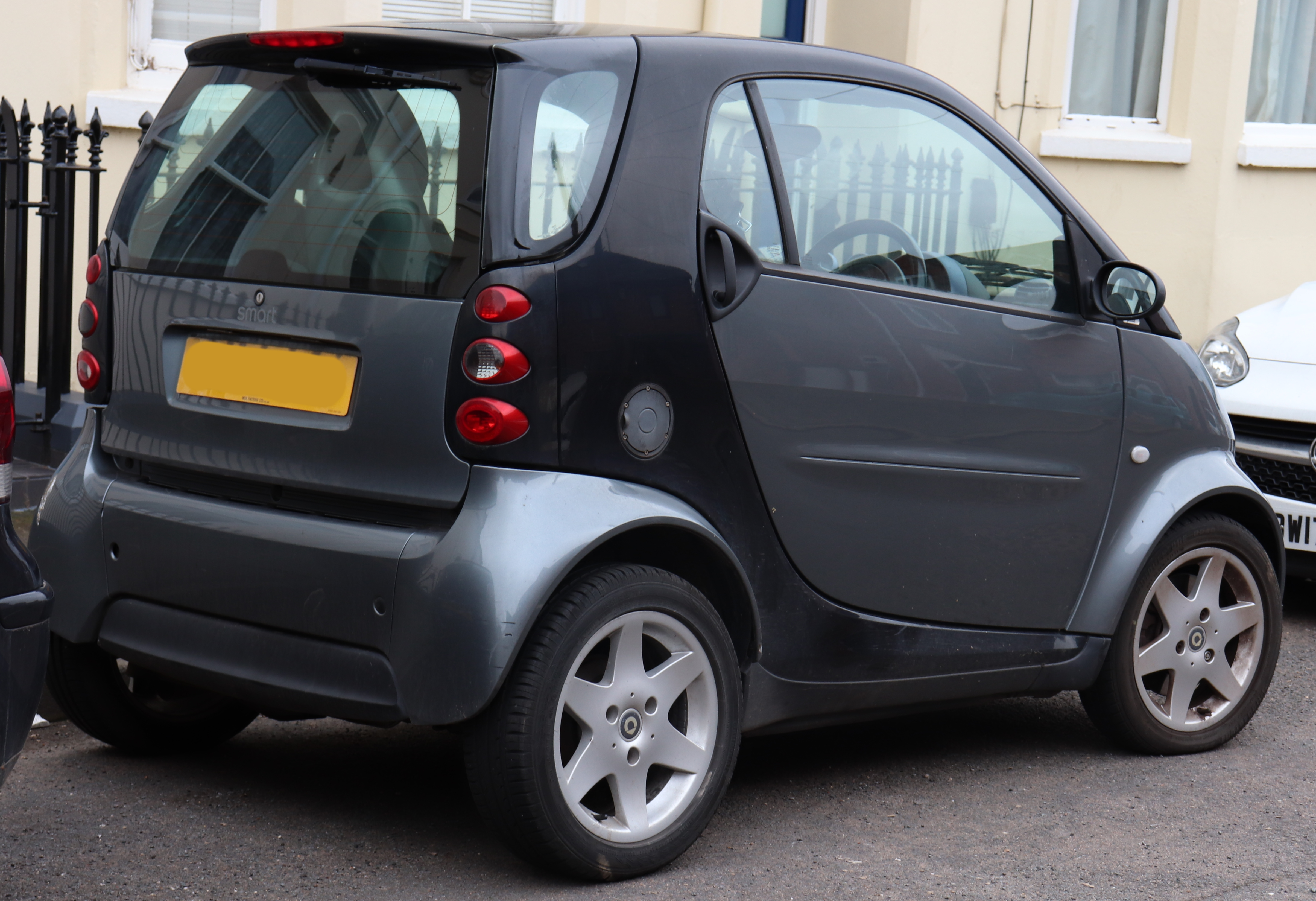
Smart Fortwo I - tył po liftingu

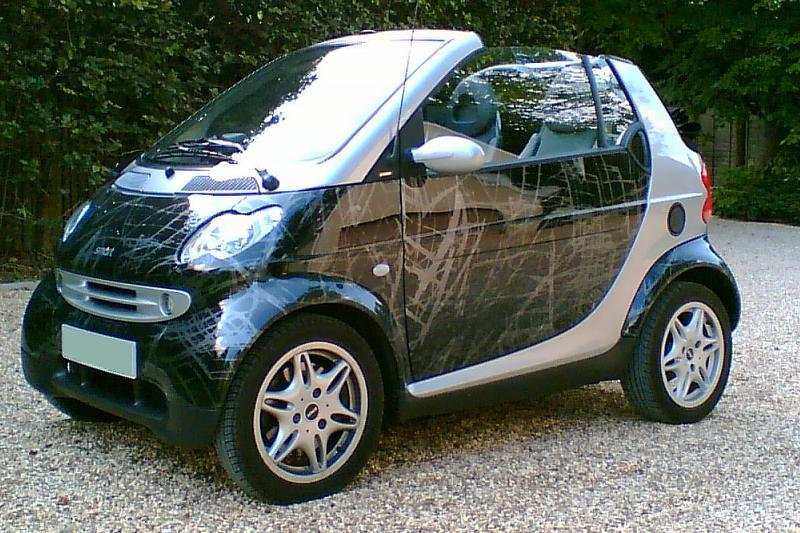
Snart Fortwo Cabrio I

Smart Fortwo I został zaprezentowany po raz pierwszy w 1997 roku.
Po niepowodzeniu współpracy założyciela szwajcarskiej firmy produkującej zegarki Swatch z Volkswagenem, Nicolas Hayek nawiązał współpracę z ówczesnym koncernem Daimler w celu realizacji jego autorskiego projektu budowy ekonomicznego, niewielkiego i zarazem praktycznego samochodu miejskiego. W 1994 roku w Biel/Bienne powstała spółka Micro Compact Car, która jeszcze w tym samym roku przedstawiła dwa prototypy będące wstępem do pierwszego samochodu przyszłego Smarta. Eco-Sprinter i Eco-Speedster powstały z inspiracji projektów Johanna Tomforde z lat 70., a także studium "NAFA" z 1982 roku, wyróżniając się jednobryłową, obłą i futurystycznie stylizowaną sylwetką.
W połowie lat 90. gdy prace konstrukcyjne nad seryjnym mikrosamochodem weszły w zaawansowane stadium zaczęto testować prototypowe egzemplarze z roku 1994, wdrażając przy tym liczne modyfikacje podyktowane koniecznością zachowania należytej stabilności i sztywności. Głównymi zmianami zostało m.in. zastosowanie szerszego rozstawu kół, a także obniżenie środka ciężkości poprzez skorygowanie proporcji nadwozia. Po 3-letnim intensywnym procesie rozwojowym, produkcyjny samochód pod nazwą Smart City-Coupé zaprezentowany został podczas jesiennego IAA 1997 we Frankfurcie nad Menem.
Samochód przyjął postać jednobryłowego, 3-drzwiowego hatchbacka z charakterystycznym, krótkim rozstawem osi wynoszącym 1812 mm i nadwoziem długim na 2500 mm. W ten sposób w kabinie pasażerskiej umieszczono dwa fotele, tuż za którymi znalazła się przestrzeń bagażowa o pojemności 130 litrów. Nietypowa struktura nadwozia utworzona została przez wymienne, lekkie kolorowe panele z tworzywa sztucznego o nieregularnych kształtach, które kontrastowały z aluminiowymi łukami pokrywającymi panele boczne. Pojazd oparto o sztywną klatkę bezpieczeństwa z kołami rozstawionymi po rogach, zapewniając stabilność i sztywność w razie zderzenia. Napęd przenosił moc na koła tylne, gdzie też umieszczono jednostkę napędową połączoną ze zautomatyzowaną skrzynią biegów.
Kabina pasażerska utrzymana została w podobnie futurystycznym wzornictwie, co nadwozie. Minimalistyczny kokpit obfitował w obłe i zaokrąglone formy, z dużym prędkościomierzem zintegrowanym z kolumną kierownicy. Konsolę środkową utworzył pojedynczy nawiew zwrócony ku kierowcy, z kolei na szczycie deski rozdzielczej znalazł się opcjonalny pakiet pojedynczych, stojących zegarów tworzonych przez obrotomierz oraz analogowy zegarek.
Początkowo gamę wariantów nadwoziowych utworzył 3-drzwiowy hatchback, z kolei po 2 latach obecności rynkowej gama została rozbudowana także o model z materiałowym, odsuwanym panelem obejmującym środkową część dachu i tylną szybę o nazwie Smart City-Cabriolet. W 2003 roku producent zdecydował się na wdrożenie nowej polityki nazewniczej, w ramach której cała gama otrzymała jedną spójną nazwę Smart Fortwo w oparciu o grę angielskich słów: for (ang. dla) oraz two (ang. dwoje).

### Lifting
W 2003 roku, tuż po zmianie nazwy na Fortwo, samochód przeszedł obszerną restylizację. Przemodelowano kształt przedniego i tylnego zderzaka, a także dokonano korekty kształtu reflektorów z owalny na mniejsze, dwa zespolone okręgi. Przeprojektowano także potrójne soczewki tworzące tylne oświetlenie, wprowadzając nowe kolory tapicerki oraz  nadwozia.

### Fortwo Brabus

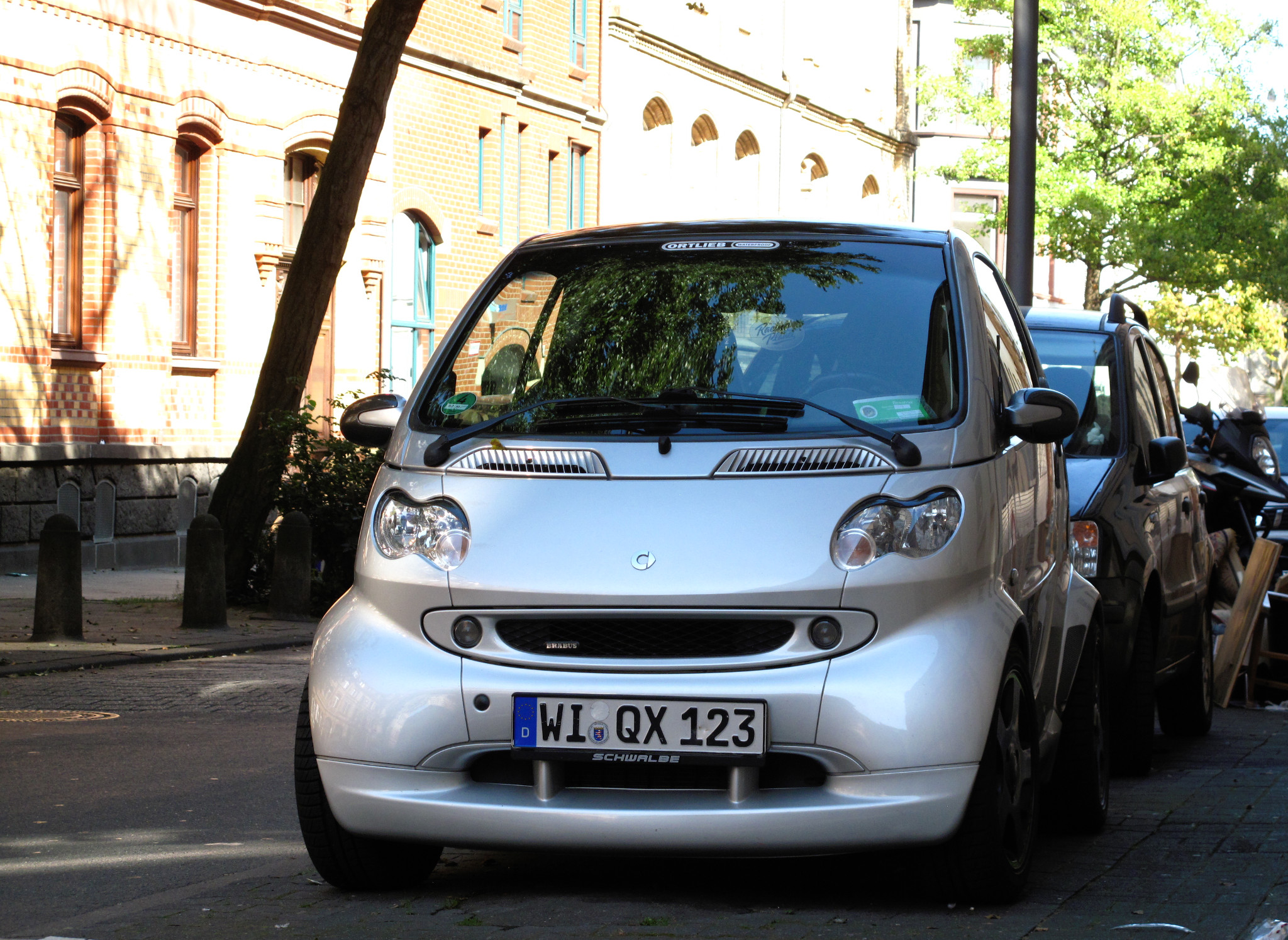
Smart Fortwo Brabus I

W 2003 roku gamę wariantów Fortwo poszerzyła usportowiona odmiana zmodyfkowana we współpracy z fabrycznym tunerem Mercedesa, niemiecką firmą Brabus. Pod kątem wizualnym samochód zyskał zmodyfikowane zderzaki, dedykowany wzór aluminiowych alufelg o szerszym profilu oraz sportowe końcówki wydechów. W kabinie pasażerskiej zastosowano sportowe fotele i dedykowany pakiet wykończeniowy, a w wyposażeniu standardowym znalazło się m.in. ABS i ESP. Do napędu wykorzystano zmodyfikowany, trzycylindrowy silnik benzynowy o standardowej pojemności 0,7 litra i mocy 75 KM, rozpędzając się do 100 km/h w 12,3 sekundy i maksymalnie osiągając 150 km/h.

### Smart ED

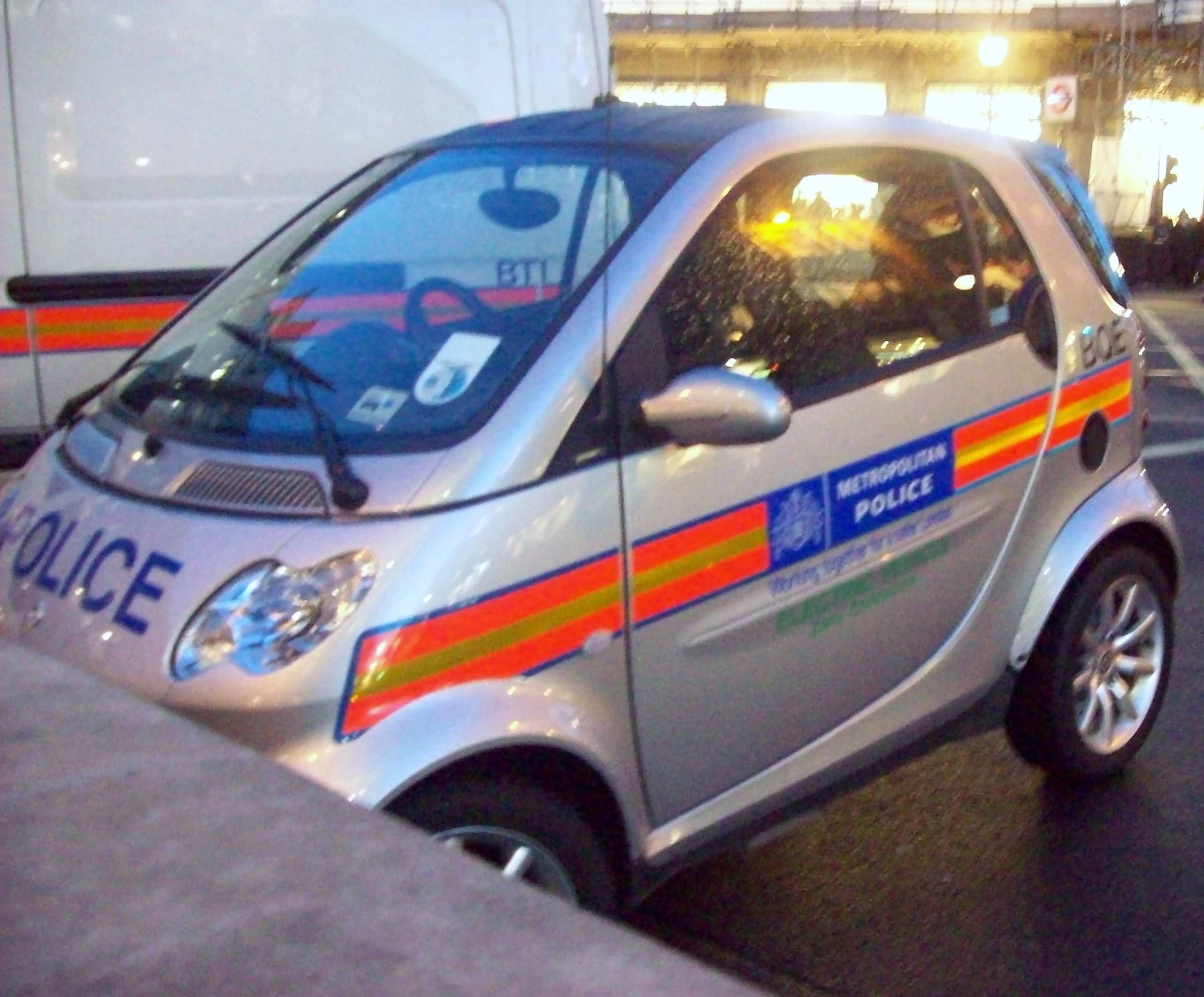
Smart ED londyńskiej policji

W lipcu 2006 zaprezentowany został pierwszy w historii niemieckiej firmy samochód elektryczny, którego pierwsza generacja opracowana została w ramach współpracy z zewnętrznym partnerem – brytyjskim Zytek Automotive. Smart ED pod kątem wizualnym wyróżnił się jedynie umieszczeniem portu ładowania w miejscu wlewu paliwa. Układ napędowy utworzył elektryczny silnik o mocy 40 KM i prędkości maksymalnej 112 km/h, osiągając na jednym ładowaniu ok. 115 kilometrów. Wyprodukowany w 2007 limitowany pojazd powstał jako projekt pilotażowy, skierowany wyłącznie do nabywców flotowych na terenie Wielkiej Brytanii i stanowiący wstęp do wdrożenia do masowej produkcji elektrycznego pojazdu konstrukcji Smarta.

### Smart K

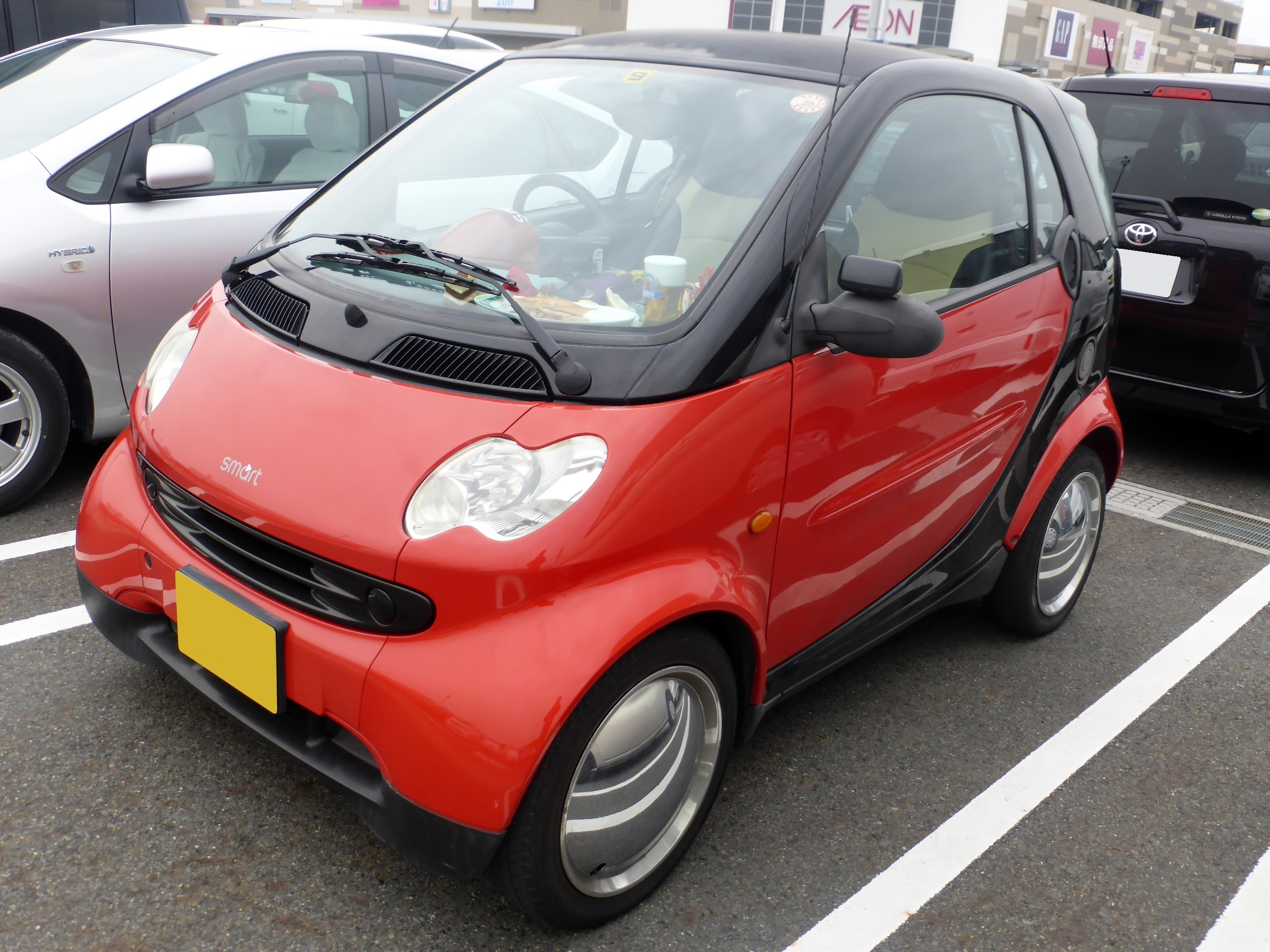
japoński Smart K

W październiku 2001 roku Smart przedstawił specjalny wariant modelu Fortwo zmodyfikowany specjalnie na potrzeby rynku japońskiego. Zgodnie z nazwą, Smart K dostosowany został do lokalnych przepisów regulujących status pojazdów typu kei car. Producent zmieniając kształt zderzaków, zwężając rozstaw kół oraz montując cieńsze opony zakwalifikował wyraźnie większy samochód do japońskich ulg podatkowych i żółtych tablic rejestracyjnych.

### Silniki[14]
| Silnik              | 0.6 (45) | 0.6 (54) | 0.7 (60) | 0.7 BRABUS | 0.8 CDI  |
| Pojemność skokowa   | 599 cm³  | 599 cm³  | 698 cm³  | 698 cm³    | 799 cm³  |
| Moc maksymalna      | 45 KM    | 54 KM    | 61 KM    | 75 KM      | 41 KM    |
| Moment obrotowy     | 70 Nm    | 80 Nm    | 95 Nm    | 110 Nm     | 100 Nm   |
| Napęd               | tylny    | tylny    | tylny    | tylny      | tylny    |
| Przysp. 0-100 km/h  | 18,9 s   | 18,3 s   | 15,5 s   | 12,3 s     | 19,8 s   |
| Prędkość maksymalna | 135 km/h | 135 km/h | 135 km/h | 150 km/h   | 135 km/h |
| Zużycie paliwa      | 4,9 l    | 4,7 l    | 4,7 l    | 5,5 l      | 3,4 l    |

### Crossblade

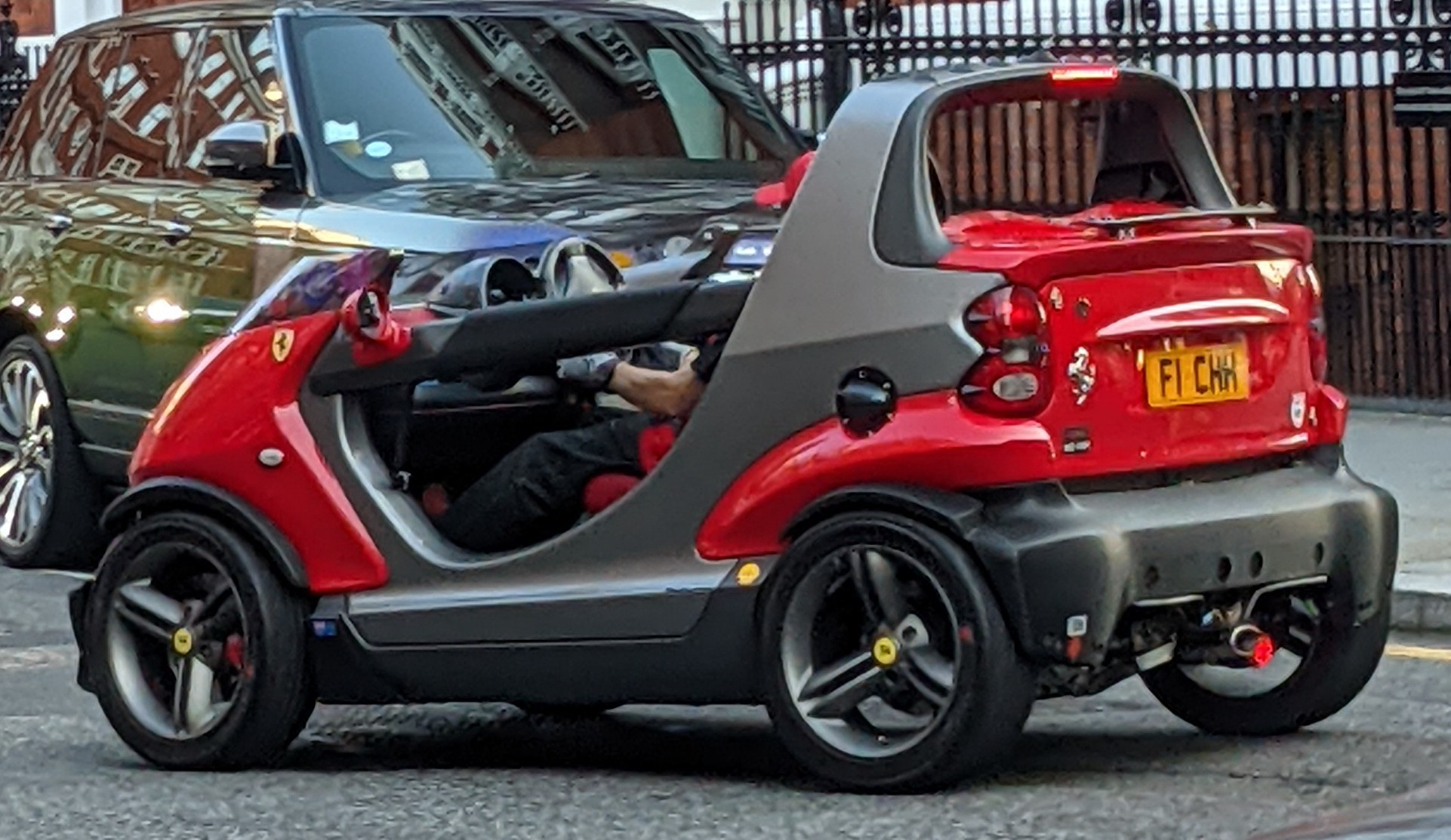
Smart Crossblade - tył

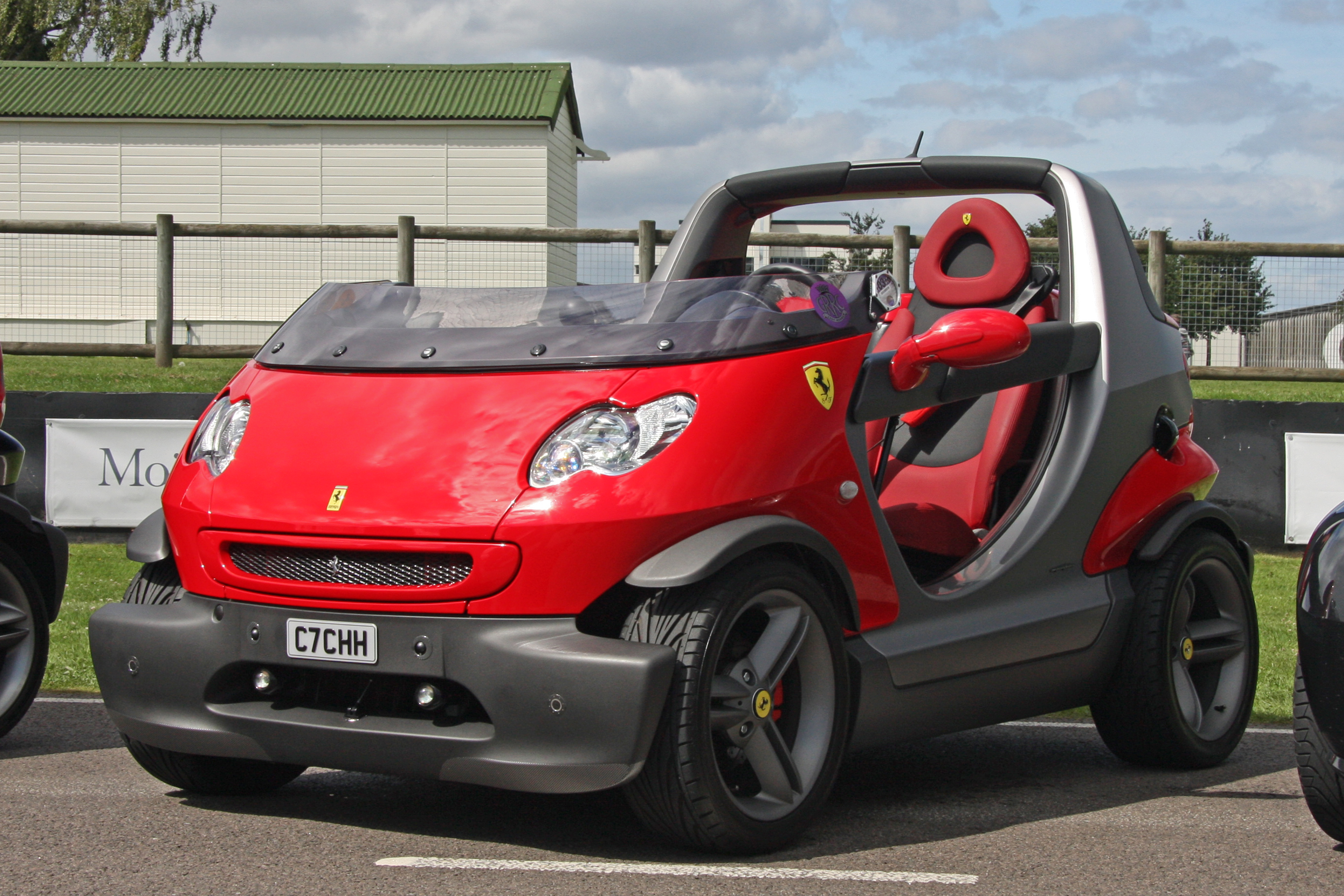
Smart Crossblade po personalizacji

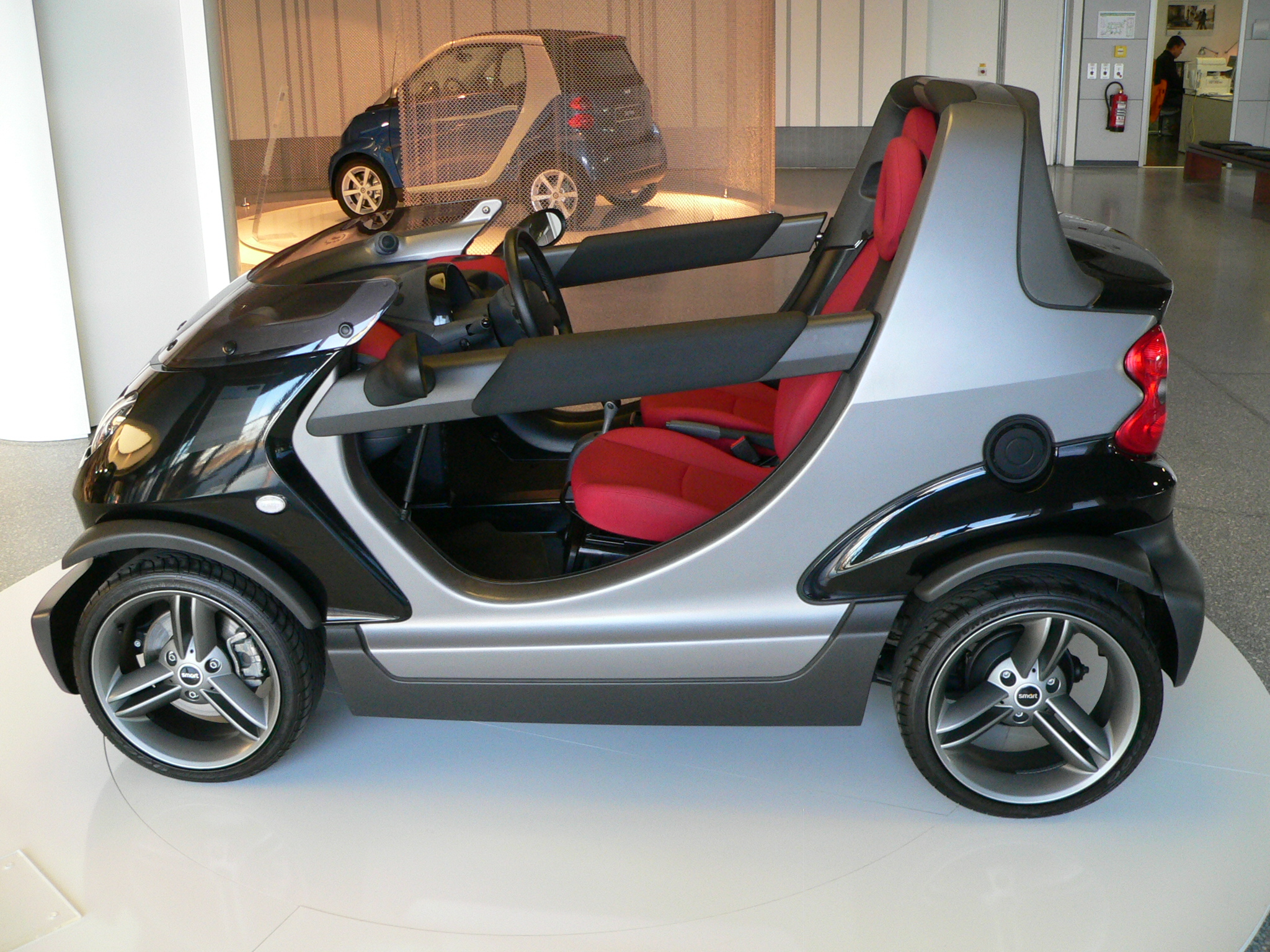
Smart Crossblade - sylwetka

Smart Crossblade został zaprezentowany po raz pierwszy w 2002 roku.
W oparciu o pierwszą genereację Fortwo zbudowany został limitowany model Crossblade, który przyjął nietypową postać roadstera zapowiedzianego przez prototyp o takiej samej nazwie z 2001 roku. Samochód pozbawiono czołowej i bocznych szyb, dachu, przednich słupków, a także drzwi. Zamiast tego z przodu znalazła się niewielka zakrzywiona owiewka z tworzywa sztucznego, a w miejscu drzwi znalazły się niewielkie belki odgardzające pasażerów od otoczenia. Z racji braku ochrony przez czynnikami zewnętrznymi, kabina pasażerska Crossblade'a została dostosowana do mycia ciśnieniowego i jest w pełni wodoodporna.
Pod kątem stylistycznym Smart Crossblade otrzymał przeprojektowane, wyraźniej zarysowane zderzaki utrzymane w tej samej kolorystyce co zapewniający odpowiednią sztywność szkielet bezpieczeństwa. Projekt Crossblade'a opracował włoski projektant Federico Fachini, w obszernym zakresie upodabniając produkcyjny model do prototypu.
Napęd Crossblade'a został wykorzystany standardowy silnik Smarta w postaci trzycylindrowego, 0,6 litrowego motoru o kodzie fabrycznym "M160", rozwijając moc 70 KM i 79 Nm maksymalnego momentu obrotowego. Jednostka napędziła tylną oś, łącząc się ze zautomatyzowaną przekładnią biegów o 6 przełożeniach.

### Sprzedaż
Smart Crossblade powstał jako ściśle limitowany pojazd, który zbudowano łącznie w 2000 egzemplarzach, promując go jako "motocykl na 4 kołach". Wśród nabywców znaleźli się kierowcy zarówno z Europy, jak i m.in. Stanów Zjednoczonych, gdzie jedna ze sztuk została sprzedana w kwietniu 2022 roku za kwotę 37 tysięcy dolarów.

### Silnik
- R3 0.6l 70 KM

## Druga generacja

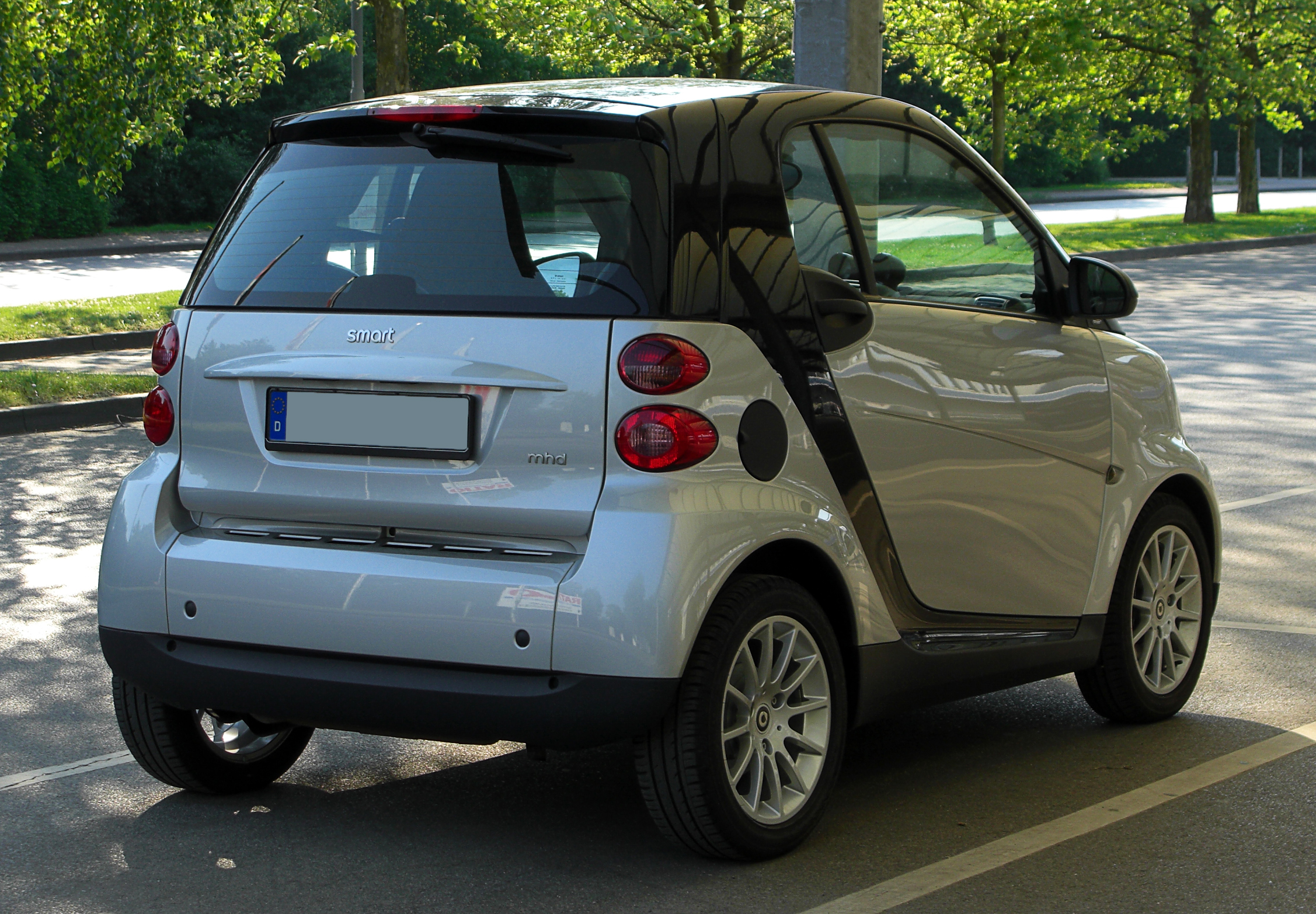
Smart Fortwo II - tył

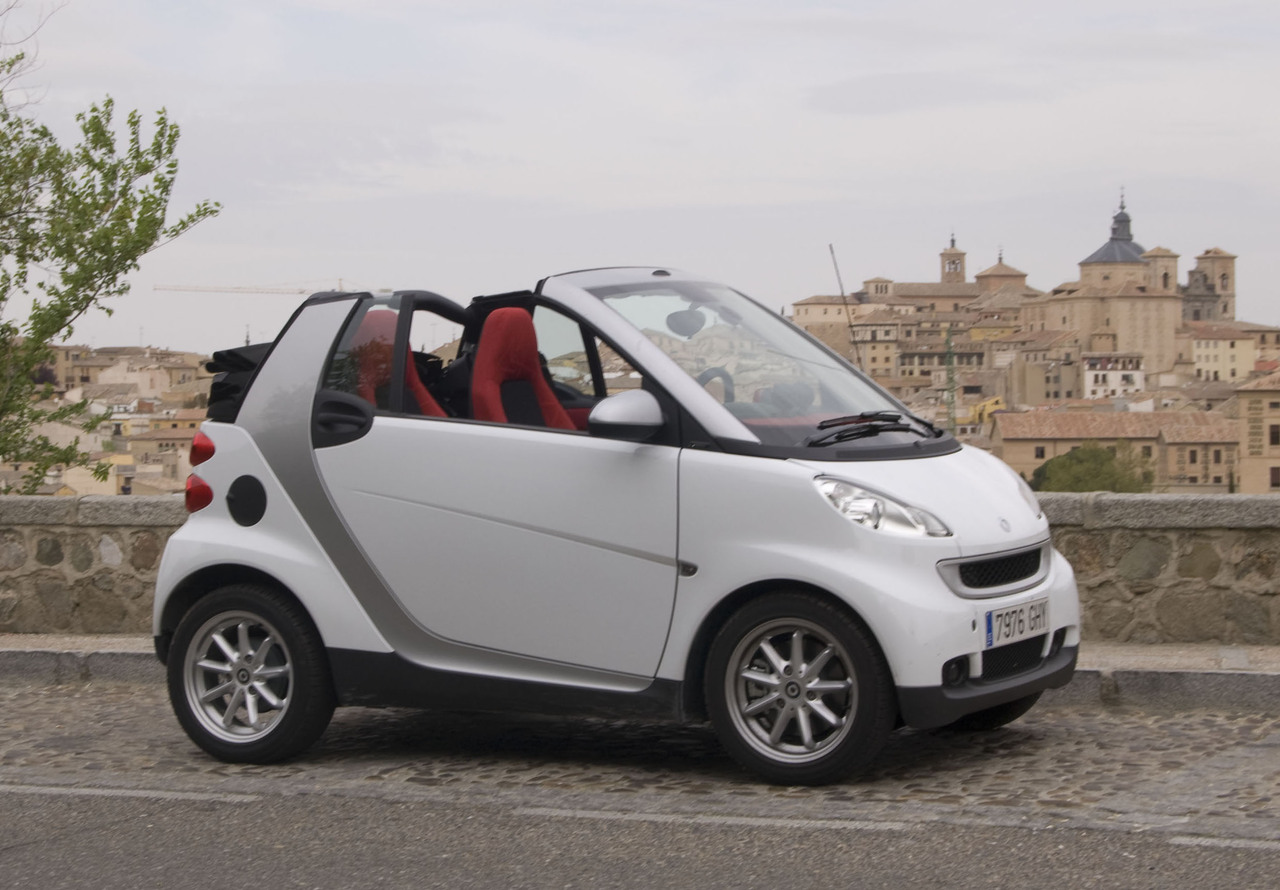
Smart Fortwo II Cabrio

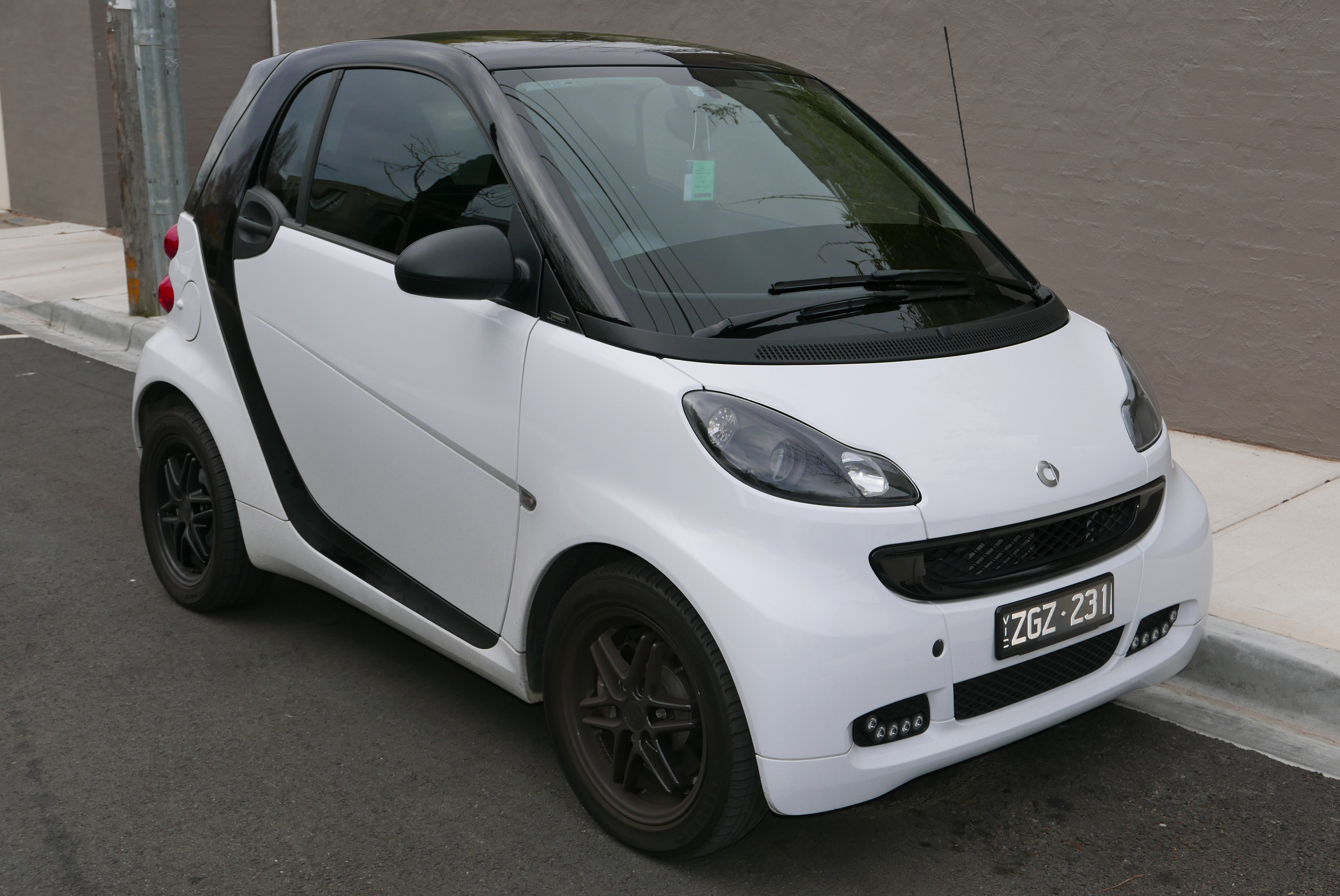
Smart Fortwo II po liftingu

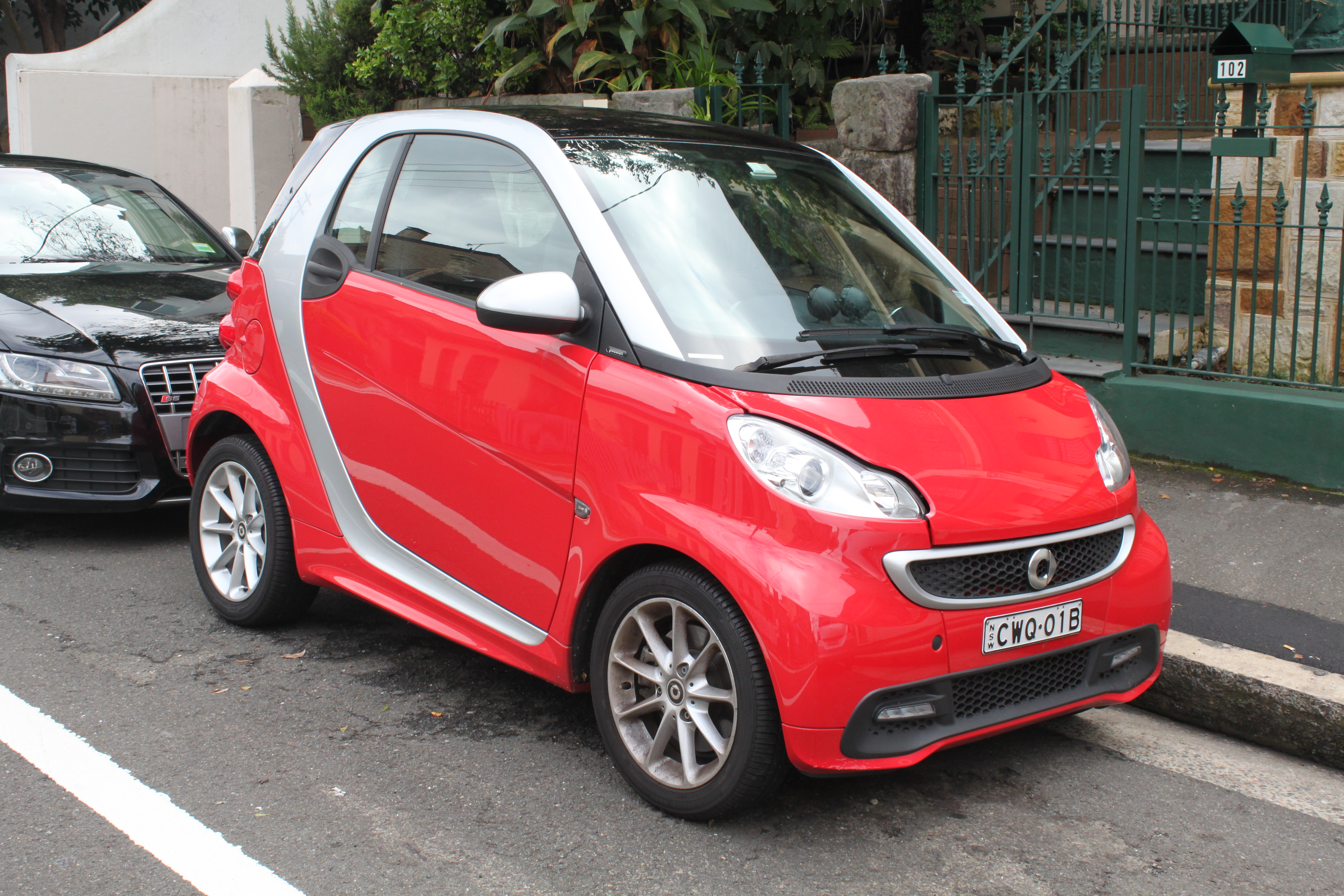
Smart Fortwo II po drugim liftingu

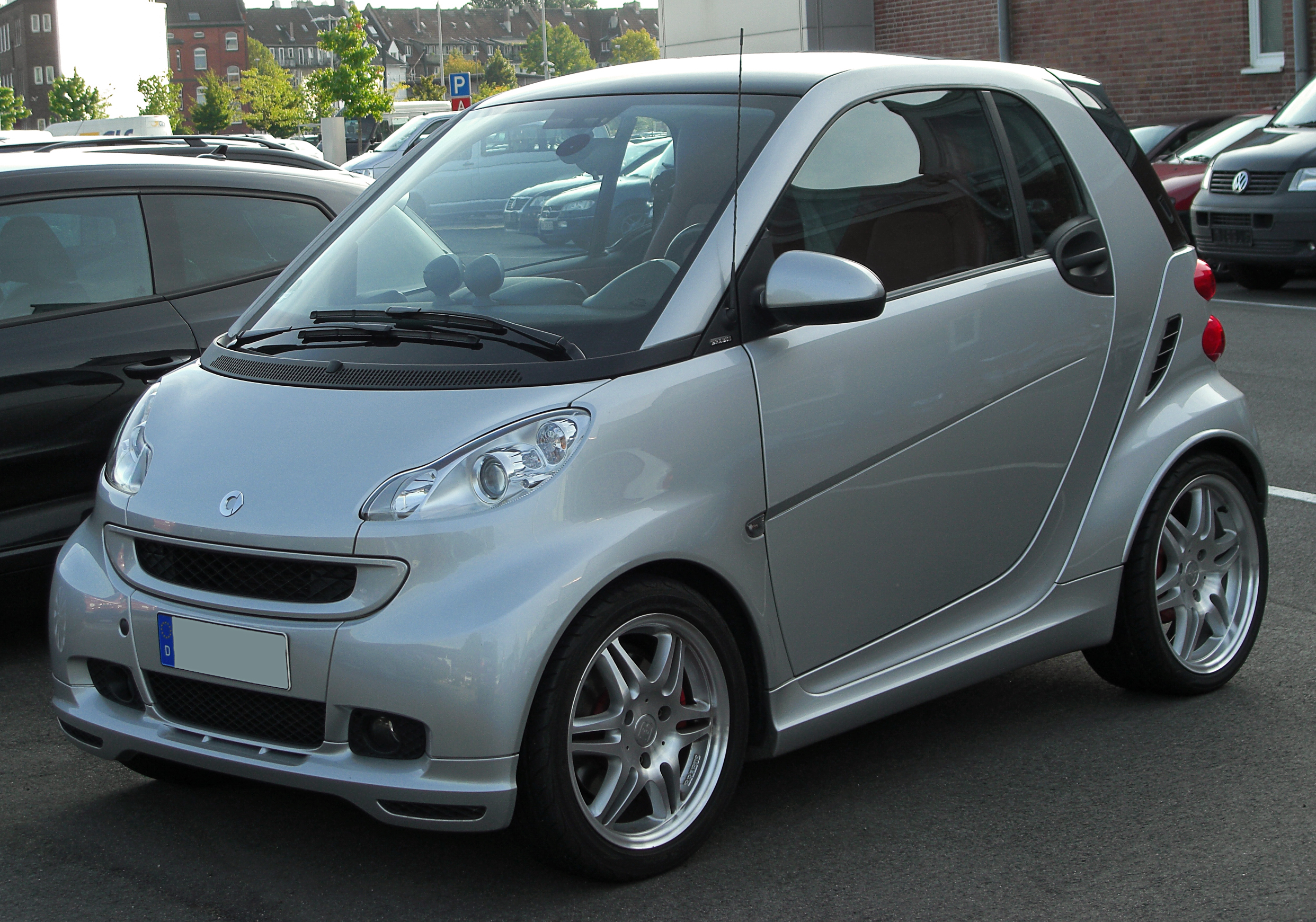
Smart Fortwo II Brabus

Smart Fortwo II został zaprezentowany po raz pierwszy w 2007 roku.
Po 9 latach produkcji dotychczas wytwarzane Fortwo zostało zastąpione przez zupełnie nową, drugą generację. Samochód zachował koncepcję poprzednika, z jednobryłowym nadwoziem opartym na szkielecie. By wygospodarować miejsce w kabinie pasażerskiej producent zastosował dłuższy o 195 mm rozstaw osi, który przyniósł także obszerniejszy o 70 litrów bagażnik. Stylizacja samochodu odeszła od obłych kształtów na rzecz ostrzejszych kształtów i wyraźniej zarysowanych przetłoczeń, pozostając zarazem przy charakterystycznej formule aluminiowej ramy łączonej z kontrastującymi panelami z tworzywa sztucznego.
Według nowej koncepcji powstał projekt deski rozdzielczej, która utrzymana została w innym wzornictwie. Zakrzywioną ku kierowcy konsolę środkową zastąpiono bardziej zwartym, masywnym projektem o kanciastych kształtach i rozbudowanym panelu przełączników. Zmiany te były podyktowane także chęcią dostosowania Fortwo drugiej generacji do preferencji amerykańskich klientów. Standardowe wyposażenie modelu Smarta zostało rozbudowane o nowe systemy bezpieczeństwa, a także elementy poprawiające komfort podróży. Na szczycie deski rozdzielczej ponownie umieszczono charakterystyczne, podwójne stojące zabudowane wskaźniki z obrotomierzem oraz analogowym zegarkiem. Klapa bagażnika została z kolei utrzymana w systemie dwóch elementów: otwieranej w dół burty i uchylanej do góry szyby.
Podobnie jak w przypadku poprzednika, gamę nadwoziową utworzyła wersja zamknięta typu hatchback oraz wariant z odsuwanym materiałowym dachem, który mianowano kabrioletem. Do napędu samochodu ponownie wykorzystano gamę trzycylindrowych silników umieszczonych przy tylnej osi, które przenosiły na nią napęd we współpracy ze zautomatyzowaną, 5-stopniową skrzynią biegów.

### Fortwo Brabus
W 2007 roku gama wariantów Smarta Fortwo drugiej generacji została poszerzona o usportowioną odmianę opracowaną we współpracy z fabrycznym tunerem bratniego Mercedesa, firmą Brabus. Pod kątem wizualnym samochód otrzymał subtelne zmiany ograniczające się do dodatkowych nakładek na progi i zderzaki, a także sportowe aluminiowe alufelgi o niższym profilu. Obszerniejsze zmiany wdrożono w kabinie pasażerskiej, którą pokryto dwubarwnym wykończeniem i wstawkami z aluminium.  Silnikiem który wykorzystał niemiecki tuner  jest fabryczna, benzynowa trzycylindrowa jednostka konstrukcji Mitsubishi, której moc zwiększono do 98 KM, a zautomatyzowaną skrzynię biegów zmodyfikowano pod kątem krótszego czasu między przełożeniami.

### Restylizacje
W lipcu 2010 Smart Fortwo drugiej generacji przeszedł pierwszą, kosmetyczną modernizację, która skoncentrowała się na zmianach w wyglądzie. W zderzaku znalazło się fabryczne oświetlenie do jazdy dziennej wykonane w technologii LED, z kolei w kabinie pasażerskiej zastosowano nowe trójramienne koło kierownicy ze zintegrowanym sterowaniem tempomatu, a także nowy system fabrycznej nawigacji. Ponadto, producent wprowadził nowe 15-calowe alufelgi, szerszy pakiet lakierów oraz sposobów na personalizację. Jednostka napędowa została z kolei zmodernizowana pod kątem niższego zużycia paliwa.
W lutym 2012 Smart Fortwo drugiej generacji przeszedł kolejną, tym razem obszerniejszą restylizację. Logo producenta przeniesiono z maski na atrapę chłodnicy, przeprojektowano kształt zderzaków, a także zastosowano nowe oświetlenie LED do jazdy dziennej składające się z okrągłych, pojedynczych kloszy. Zmiany nie objęły tym razem gamy jednostek napędowych, która zachowała taki sam kształt oraz zróżnicowanie jak dotychczas.

### Silniki[31]
| Silnik              | 1.0      | 1.0      | 1.0 mhd  | 1.0 turbo | 1.0 BRABUS | 1.0 BRABUS | 0.8 CDI  | 0.8 CDI  |
| Pojemność skokowa   | 999 cm³  | 999 cm³  | 999 cm³  | 999 cm³   | 999 cm³    | 999 cm³    | 799 cm³  | 799 cm³  |
| Moc maksymalna      | 61 KM    | 71 KM    | 71 KM    | 84 KM     | 98 KM      | 102 KM     | 45 KM    | 54 KM    |
| Moment obrotowy     | 89 Nm    | 92 Nm    | 92 Nm    | 120 Nm    | 140 Nm     | 147 Nm     | 110 Nm   | 130 Nm   |
| Napęd               | tylny    | tylny    | tylny    | tylny     | tylny      | tylny      | tylny    | tylny    |
| Przysp. 0-100 km/h  | 16,7 s   | 13,3 s   | 13,7 s   | 10,7 s    | 9,9 s      | 8.9 s      | 19,8 s   | 16,8 s   |
| Prędkość maksymalna | 145 km/h | 145 km/h | 145 km/h | 145 km/h  | 155 km/h   | 155 km/h   | 135 km/h | 135 km/h |
| Zużycie paliwa      | 4,3 l    | 4,8 l    | 4,3 l    | 4,9 l     | 5,4 l      | 5,2        | 3,4 l    | 3,3 l    |

### Fortwo Electric Drive

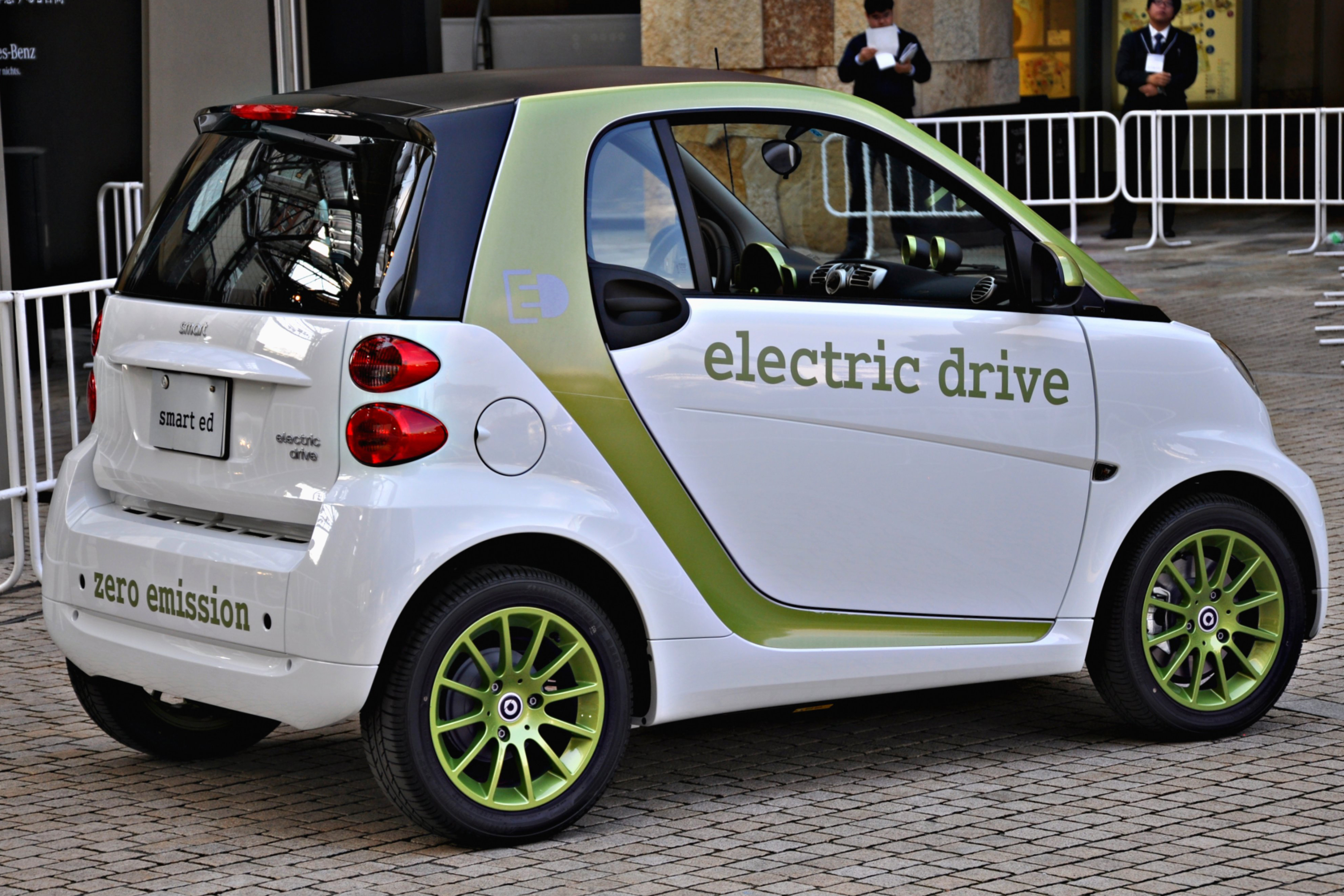
Smart Fortwo Electric Drive II - tył

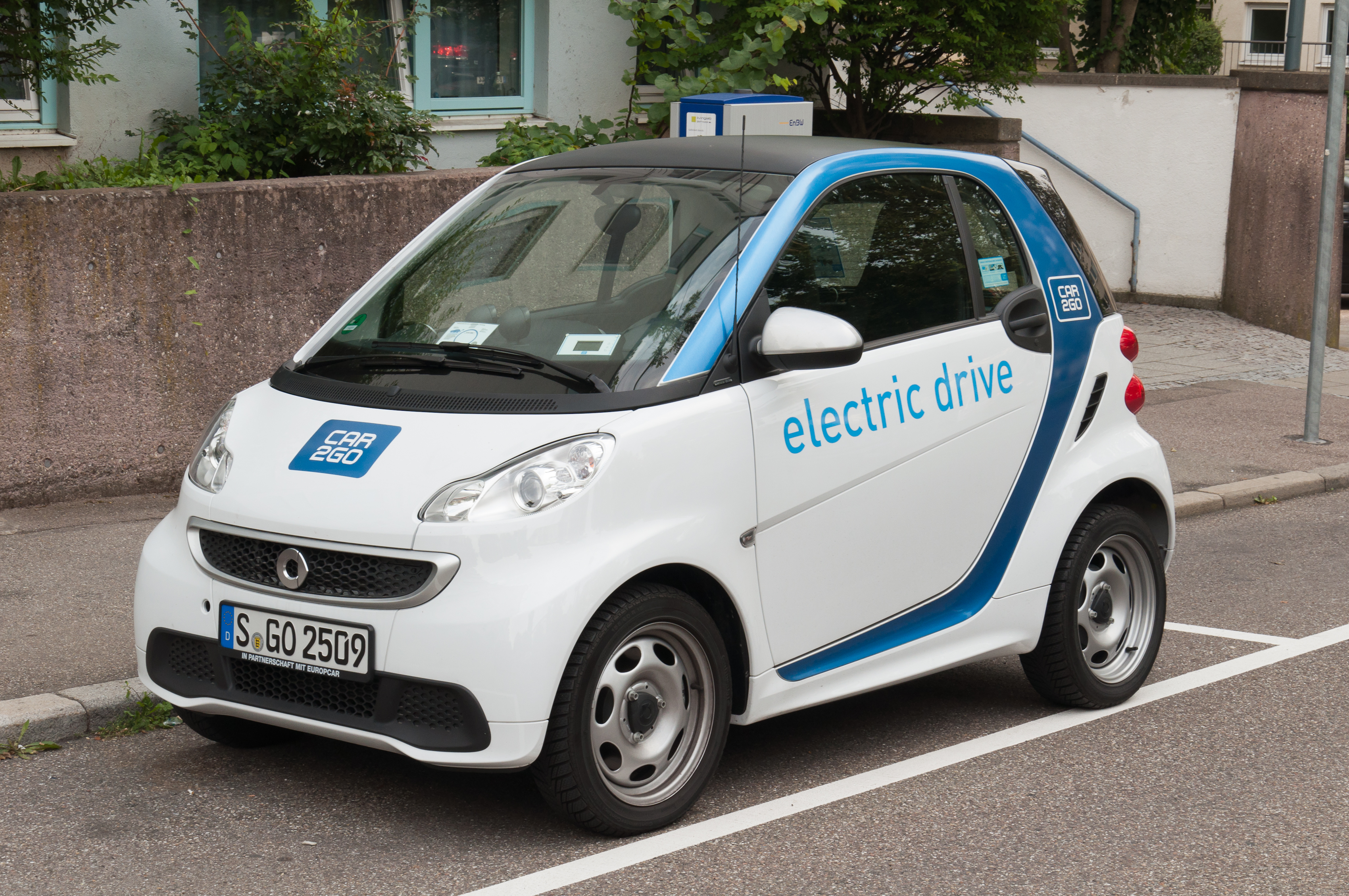
Smart Fortwo Electric Drive II po liftingu

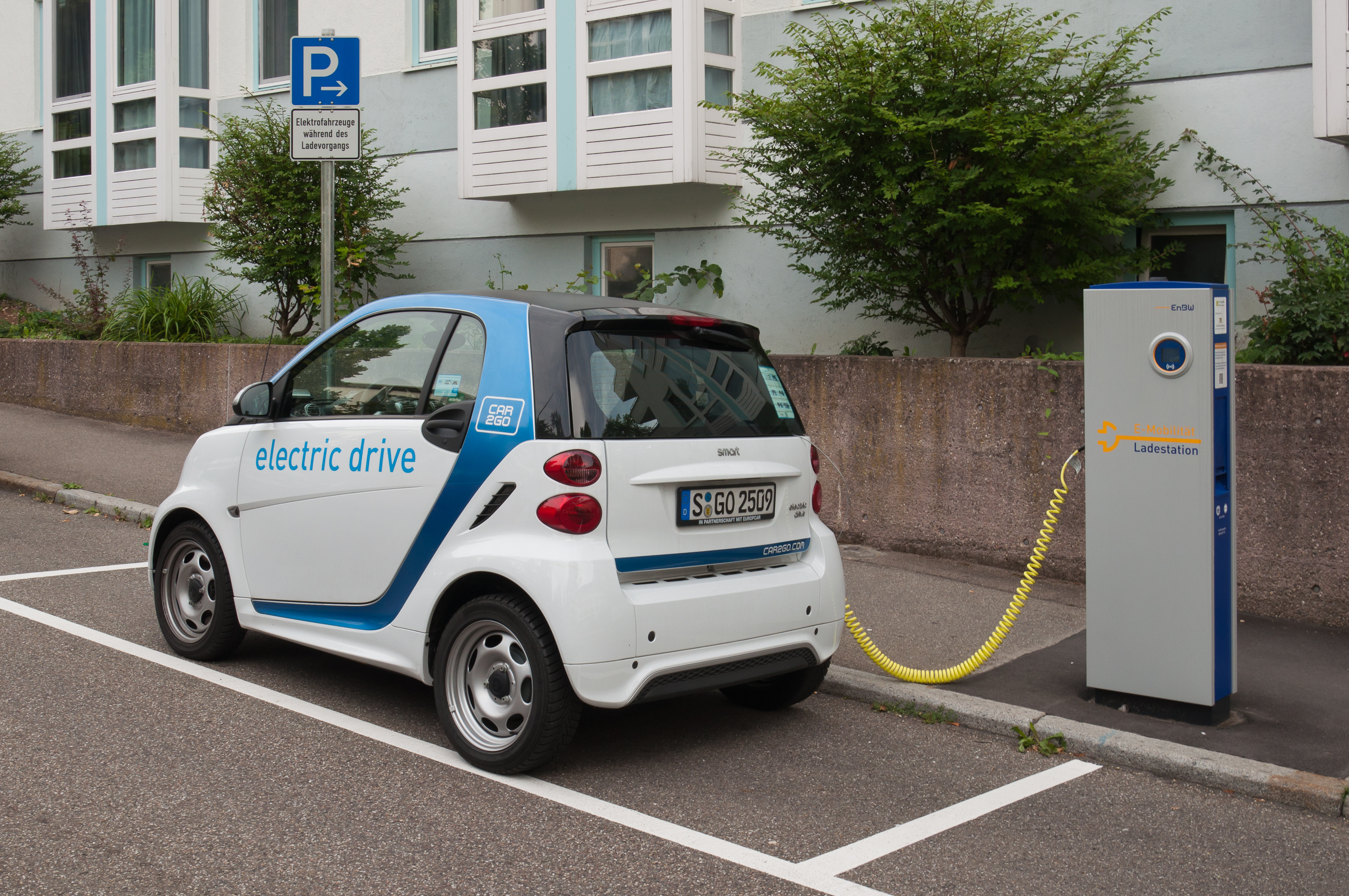
Smart Fortwo Electric Drive II po liftingu - tył

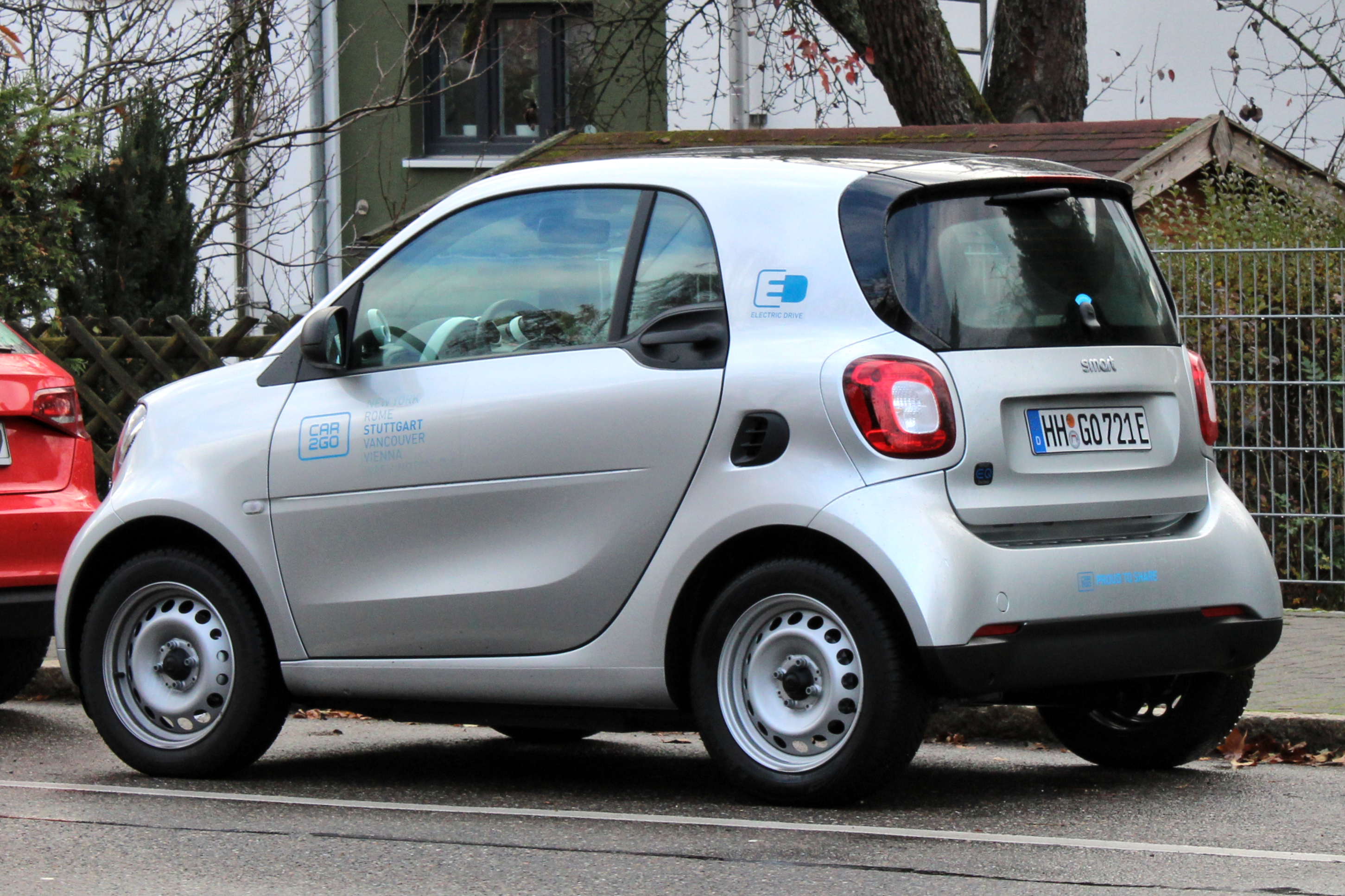
Smart Fortwo Electric Drive III - tył

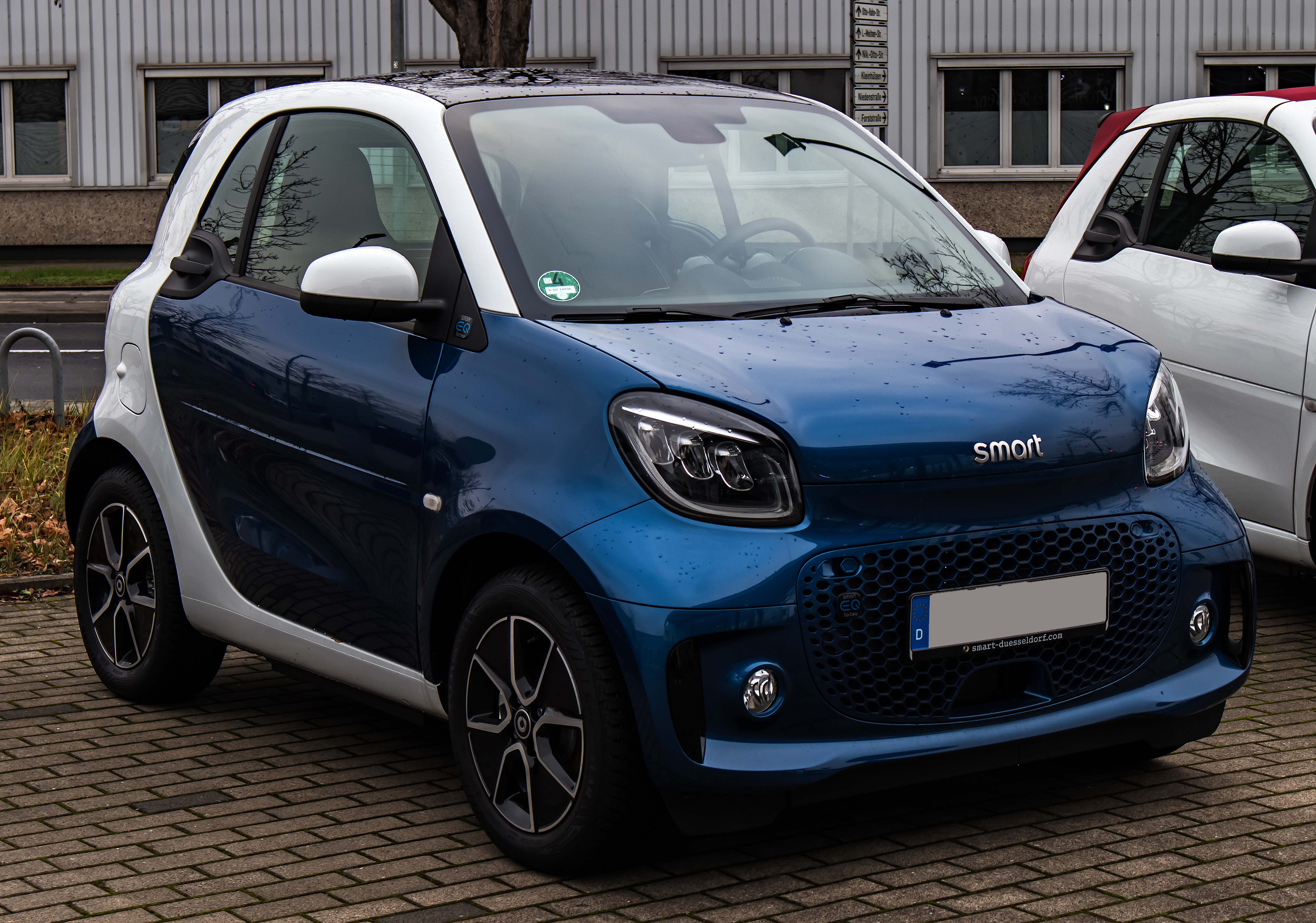
Smart EQ Fortwo

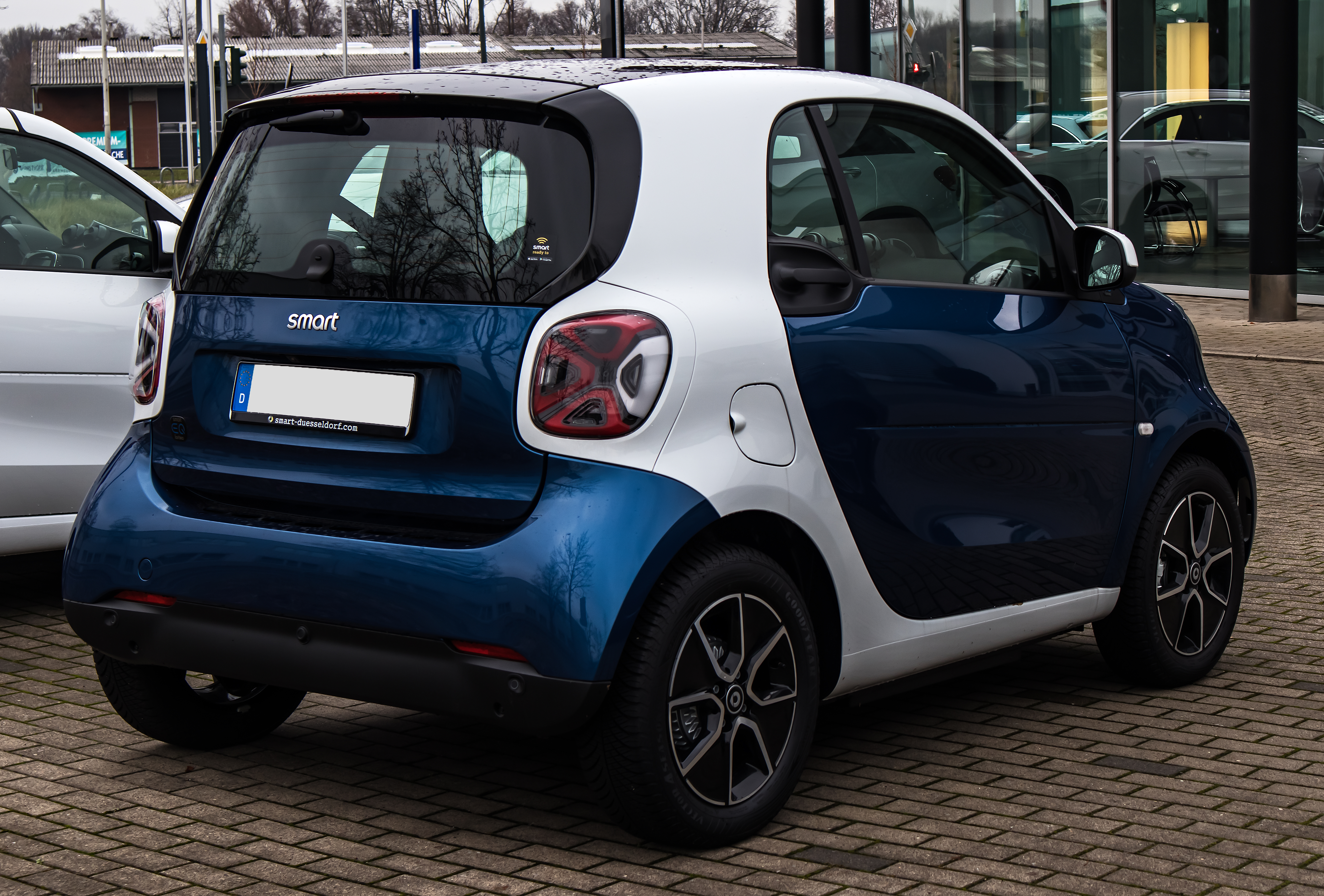
Smart EQ Fortwo - tył

Smart Fortwo Electric Drive II został zaprezentowany po raz pierwszy w 2009 roku.
Dwa lata po premierze drugiej generacji Smarta Fortwo ofertę uzupełniła odmiana w pełni elektryczna, będąca kontynuacją koncepcji zastosowanej eksperymentalnie dla krótkiej serii pierwszej generacji elektrycznych Fortwo w 2006 roku. Tym razem samochód powstał z myślą o większych wolumenach sprzedaży i bez udziału zewnętrznych partnerów jako autorska konstrukcja Smarta. Pierwszy Smart ED potraktowany został za punkt odniesienia do poprawy m.in. efektywności układu napędowego.
Smart Fortwo Electric Drive drugiej generacji zyskał dedykowany pakiet zmian w stylizacji nawiązujący do motywu zieleni. W tej barwie utrzymano m.in. charakterystyczne łuki tworzące szkielet nadwozia i kołpaki a także wybrane detale w kabinie pasażerskiej jak np. obudowy prędkościomierza oraz zegarka.

### Lifting
Jesienią 2011 roku podczas międzynarodowych targów IAA we Frankfurcie nad Menem przedstawiona została zmodernizowana odmiana Fortwo Electric, która pod kątem wizualnym analogicznie do wersji spalinowej otrzymała m.in. nowy wygląd pasa przedniego z innym kształtem zderzaka i logo firmowym przeniesionym na wlot powietrza. Ponadto, zmiany objęły także układ napędowy, który został zastąpiony nową generacją autorskiej elektrycznej technologii Smarta. Wprowadzono także nowe wzory alufelg, nowe trójramienne koło kierownicy oraz zmieniono wzory tapicerek i materiałów wykańczających kabinę pasażerską. Zmianie uległ także charakter stylizacji samochodu, gdzie elementy nadwozia w kolorze zielonym, zastąpiono ich niebieskimi odpowiednikami. Natomiast wskaźnik stanu baterii i przepływu mocy zachował charakterystyczną, zieloną obudowę.

### Dane techniczne
Fortwo Electric Drive pierwszej serii wyposażony został w 40-konny silnik elektryczny umieszczony przy tylnej osi, który rozwija 120 Nm maksymalnego momentu obrotowego i pozwala osiągnąć 60 km/h w 6,5 sekundy przy prędkości maksymalnej 100 km/h. Litowo-jonowy akumulator o pojemności 14 kWh został dostarczony przez amerykańską firmę Tesla Motors, pozwalając tym samym na przejechanie na jednym ładowaniu maksymalnie ok. 135 kilometrów.
Po modernizacji z 2011 roku Fortwo Electric Drive wyposażony został w zupełnie nowy układ napędowy kolejnej generacji. Utworzył go mocniejszy, 73-konny silnik elektryczny pozwalający rozpędzić się do 60 km/h w 4,8 sekundy i osiągnąć większą maksymalną prędkość, 125 km/h. Większa bateria o pojemności 17,6 kWh umożliwiła wydłużony zasięg na jednym ładowaniu, który teraz wyniósł do ok. 145 kilometrów.

## Trzecia generacja

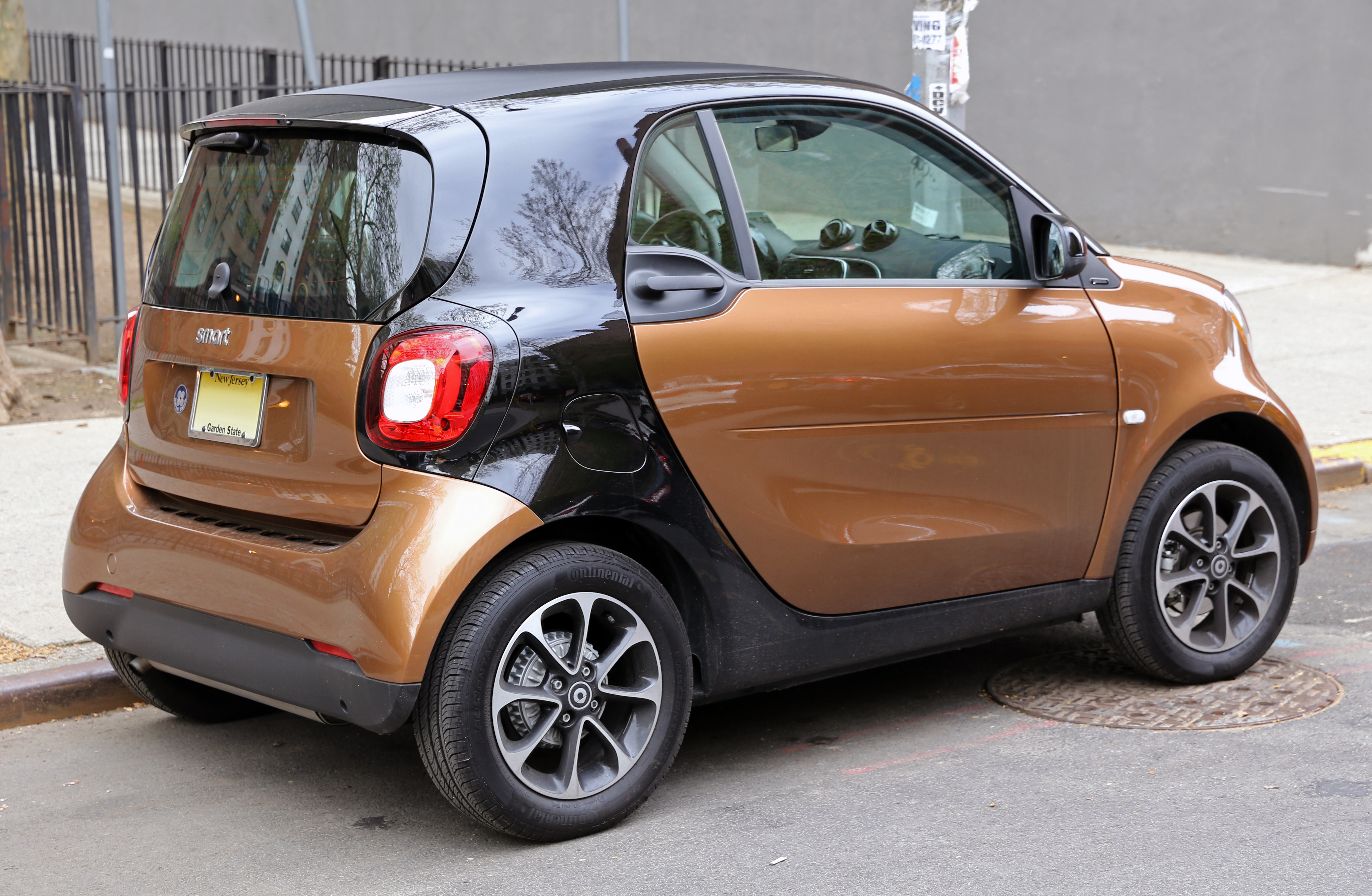
Smart Fortwo III - tył

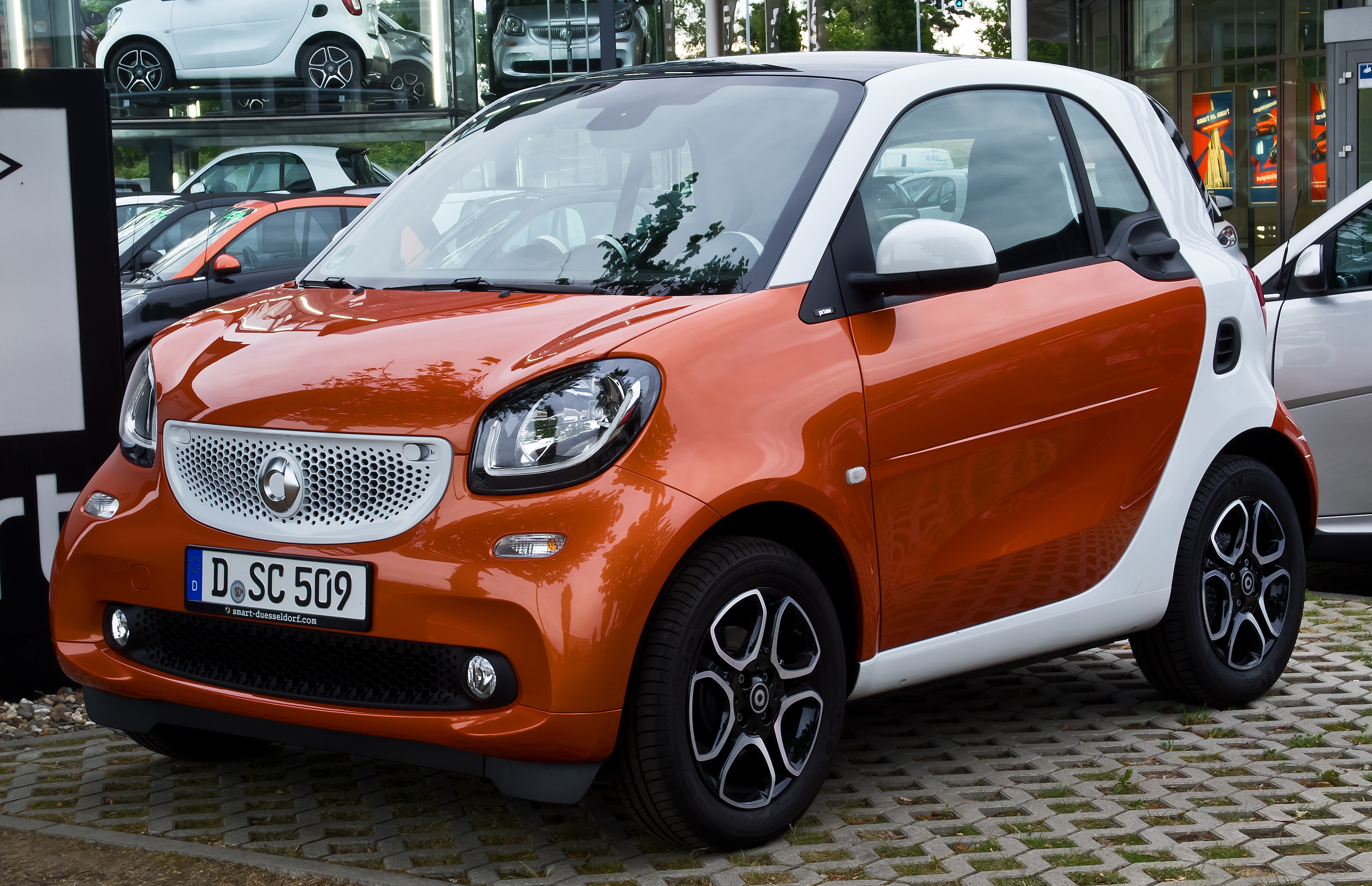
Smart Fortwo III Prime

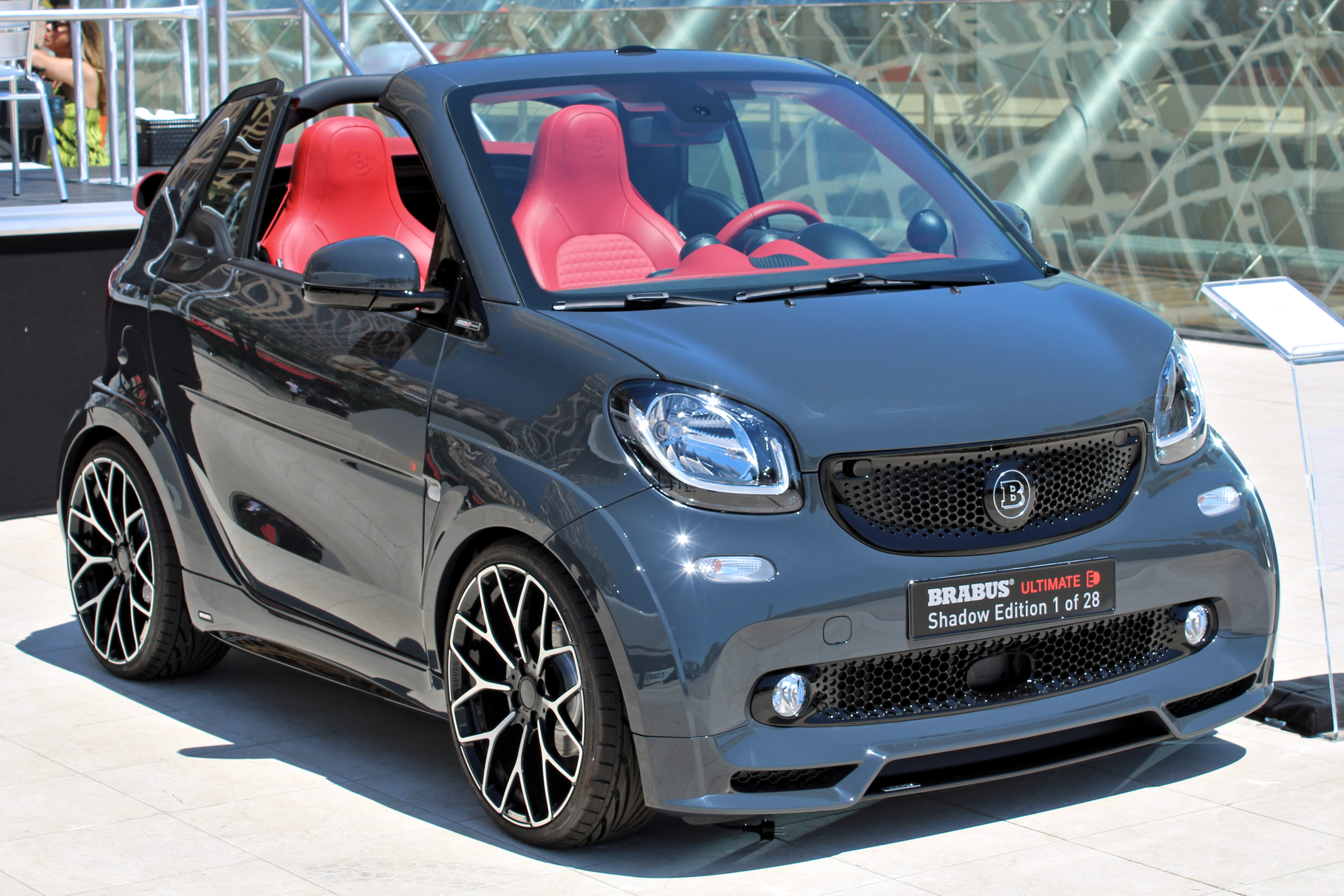
Smart Fortwo III Cabrio Brabus

Smart Fortwo III został zaprezentowany po raz pierwszy w 2014 roku.
Po 7 latach rynkowej obecności dotychczasowej generacji na rynek trafiła trzecia i zarazem ostatnia generacja Fortwo. Tym razem samochód powstał w ścisłej kooperacji z francuskim koncernem Renault, zyskując także dłuższą, 5-drzwiową odmianę z dodatkowym rzędem siedzeń, dla której przywrócono do użytku nazwę "Forfour". Samochód przeszedł największą od czasu debiutu pierwszej generacji metamorfozę, odchodząc od koncepcji jednobryłowej sylwetki na rzecz masywniejszego, dwubryłowego nadwozia, które stało się znacznie szersze - o 10 centymetrów. Przód przyozdobiły duże, jednoczęściowe reflektory i obła imitacja wlotu powietrza, z kolei tył zwieńczyły po raz pierwszy jednoczęściowe, duże zespolone lampy. Jednocześnie producent zachował charakterystyczne cechy dotychczasowego modelu jak m.in. odróżniająca się kolorem klatka bezpieczeństwa.
W nowym wzornictwie utrzymano także kabinę pasażerską, w której zastosowano bardziej rozbudowany kokpit z wyraźnie zarysowanym wyświetlaczem systemu multimedialnego i masywną konsolą centralną. Producent umożliwił obszernie konfigurować aranżację kabiny pasażerskiej, umożliwiając pokrycie foteli, boczków drzwi, paneli w konsoli centralnej i deski rozdzielczej materiałowym poszyciem o kontrastowych barwach. Fortwo trzeciej generacji zyskał rozbudowane standardowe wyposażenie pojazdu, które obejmowało m.in. system Crosswind Assist, który zapobiega znoszeniu samochodu z toru jazdy przez boczny wiatr.
Do napędu Smarta Fortwo trzeciej generacji ponownie wykorzystano trzycylindrową gamę jednostek napędowych, które przenosiły moc na tylną oś przy pomocy silnika umieszczonego pod komorą bagażnika. Pierwszy raz jednak umożliwiono wybór dwóch przekładni biegów, zamiast jednej zautomatyzowanej. Producent montował w Fortwo 5-biegową, tradycyjną manualną skrzynię biegów, a także 6-biegową dwusprzęgłową, w pełni automatyczną.

### Fortwo Brabus
W lipcu 2016 przedstawiona została topowa odmiana Fortwo Brabus, która ponownie wyposażona została w obszerny pakiet stylistyczny i modyfikacje techniczne. Wizualnie samochód otrzymał dodatkowe nakładki na zderzaki i progi, matowe alufelgi, chromowane końcówki podwójnego układu wydechowego, a także dyfuzor. Układ napędowy stał się o 20% mocniejszy i 25% wydajniejszy pod kątem momentu obrotowego od poprzednika, rozwijając moc 109 KM i 170 Nm maksymalnego momentu obrotowego z turbodoładowanego, trzycylindrowego silnika o pojemności 0,9 litra. Samochód osiąga 100 km/h w 9,5 sekundy i rozpędza się do 165 km/h, współpracując z dwusprzęgłową automatyczną przekładnią biegów.

### Sprzedaż
W przeciwieństwie do bliźniaczego Renault Twingo i Smarta Forfour, które wytwarzano w słoweńskim Novo mesto, produkcją trzeciej generacji Fortwo dalej zajmowały się ówczesne zakłady Smarta we francuskim Hambach. Samochód zachował globalny zasięg rynkowy, trafiając do masowej sprzedaży na początku 2015 roku. Przez kolejne 4 lata samochód był oferowany równolegle z elektryczną odmianą, co zmianie uległo w 2019 roku po odejściu od wytwarzania samochodów spalinowych i skoncentrowaniu się wyłącznie na elektrycznym napędzie. Nowy, zmodernizowany model EQ Fortwo zastąpił wówczas nie tylko dotychczasowe Fortwo Electric Drive, ale i spalinowe Fortwo.

### Silniki
- R3 0.9l 60 KM
- R3 1.0l 90 KM

### Fortwo Electric Drive
Smart Fortwo Electric Drive III został zaprezentowany po raz pierwszy w 2016 roku.
Dwa lata po premierze trzeciej generacji Fortwo ofertę ponownie uzupełniła odmiana Electric Drive. Podobnie jak w przypadku poprzednika zachowała ona minimalny zakres zmian wizualnych, ograniczając się do detali. W miejscu braku znalazł się chowany pod klapką port do ładowania układu elektrycznego, a nadwozie może zostać objęte pakietem stylistycznym uwzględniającym zielone akcenty m.in. w zderzakach, klatce bezpieczeństwa, progach czy alufelgach.
W porównaniu do poprzednika producent skoncentrował się na rozbudowaniu systemu multimedialnego, a także funkcji integracji informacji o układzie elektrycznym w aplikacji mobilnej użytkownika. Dzięki dedykowanemu "Smart Control" można monitorować m.in. stan naładowania akumulatora, a także sterować zdalnie wybranymi funkcjami pojazdu.

### Lifting i zmiana nazwy
We wrześniu 2019 została przedstawiona odmiana po modernizacji, która objęła tym razem tylko wersję elektryczną i przyniosła zmianę nazwy na Smart EQ Fortwo. Model ten zastąpił także spalinowe, obecne na rynku od 2014 roku Fortwo w ramach przejścia przez Smarta na oferowanie pojazdów o wyłącznie elektrycznym napędzie. Zmiany skoncentrowały się głównie na stylistyce, na czele z przeprojektowanym pasem przednim, gdzie niewielką kratkę między reflektorami zastąpił duży wlot w dolnej części zderzaka. Ponadto, przedni pas zdominował napis "SMART" zamiast logo producenta, a reflektory zyskały nowe wkłady LED w innym układzie. Podobne zmiany pojawiły się z tyłu - tylne lampy otrzymały nowe, charakterystyczne wkłady wykonane w technologii LED w układzie czterech, trójkątopodobnych kształtów.
EQ Fortwo pozostał w produkcji do 2024 roku, będąc ostatnim samochodem firmy opracowanym jeszcze przed zawarciem partnerstwa z Geely i przeniesieniem produkcji wszystkich kolejnych nowych modeli do Chin. W kwietniu 2023 zamknięto zbieranie zamówień na nowe egzemplarze, pozostawiając sobie rok na zrealizowanie dotychczasowych zleceń i wycofanie się z wytwarzania pojazdów w Europie.

### Dane techniczne
Układ napędowy Fortwo Electric Drive utworzył silnik elektryczny o mocy 80 KM i 160 Nm maksymalnego momentu obrotowego, który pozwolił na rozwijanie wyższych prędkości i sprawniejsze rozpędzanie się w warunkach miejskich. Samochód odtąd osiągał 100 km/h w 11 sekund, maksymalnie rozpędzając się do 135 km/h. Litowo-jonowy akumulator o pojemności 17,6 kWh pozwala na przejechanie na jednym ładowaniu do ok. 160 kilometrów. Po restylizacji z 2019 roku samochód wyposażono także w funkcję szybkiego ładowania, która ma pozwolić osiągnąć 80% stanu akumulatora w 40 minut.